# Szardínia (sziget)
Szardínia (olaszul Sardegna, szárdul Sardinna, katalánul Sardenya, spanyolul Cerdeña) egy sziget a Földközi-tengerben és Olaszország különleges státuszú, autonómiával rendelkező régiója. Területének nagysága Magyarországénak durván a negyede.
A Földközi-tenger második, Európa nyolcadik, és a világ negyvenhatodik legnagyobb szigete, amely az olasz félsziget, Spanyolország, Tunézia és Franciaország között helyezkedik el. A Bonifaciói-szoros választja el a közeli Korzikától.  

## Etimológia, nevei
A Szardínia a szardanák népének („tengeri emberek”) nevéből ered, az ő támadásukat verte vissza III. Ramszesz egyiptomi fáraó Kr. e. 1180-ban.
A „nurági” kor kezdetén, úgy Kr. e. 1500-ban a mükénéiek a szigetet Hyknusának (latin változata Ichnusa) hívták. Ennek jelentése valószínűleg a „Hükszoszok szigete” (nusa = sziget), akiket i. e. 1540-ben I. Jahmesz üldözött el Egyiptomból. 
A sziget másik neve Sandalyon („lábnyom”) volt, feltehetően a sziget alakja miatt. 

## Földrajz
Szardínia területe 24 090 km2, lakossága pedig kb. 1,6 millió fő. A régió fővárosa Cagliari. 
A Földközi-tenger második legnagyobb szigete, Olaszország harmadik legnagyobb régiója. Az Appennini-félszigettől kb. 200 km-re helyezkedik el, őket a Tirrén-tenger választja el egymástól. Északon Korzikától a Bonifaciói-szoros választja el. A Szardíniai-csatorna pedig a tőle 184 km-re délre fekvő Tunéziától.

### Domborzat

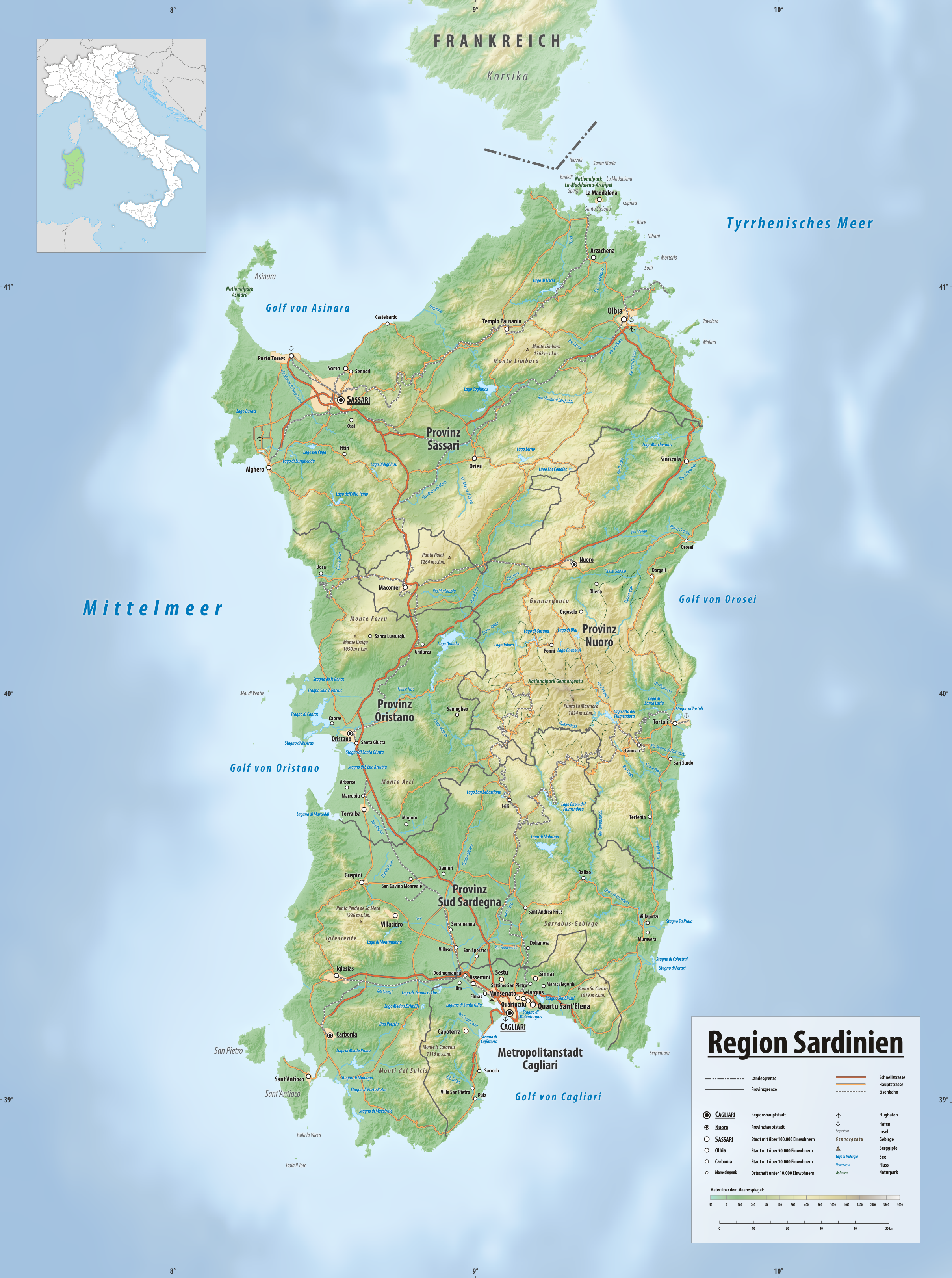
Szardínia domborzati térképe

Szardínia területének 80%-a hegy- és dombvidék. Átlagos tengerszint feletti magassága 334 méter. Legfontosabb hegyei a sziget közepén találhatók: a Punta La Marmora (1834 m), a Perdedu di Seulo (1334 m) és a Vittoria di Esterzili (1212 m), amelyek a Gennargentu-hegység csúcsai. Északon emelkednek a Monti di Limbara (1362 m), a Monti di Ala (1090 m), a Monte Rasu (1259 m), a Monte Albo (1127 m) és a Monte Corrasi di Oliena (1463 m). Délen a legfontosabb hegy az 1236 méter magas Monte Linas.

### Vízrajz
A sziget felszíni vizekben szegény, folyói rövidek, és vízhozamuk csak a téli hónapokban jelentős. Legfontosabb folyói a Tirso, a Flumendosa, a Coghinas, a Cedrino, a Temo és a Flumini Mannu. Egyetlen természetes tava a Baratz, de nagy számban találhatunk a szigeten mesterséges tavakat, így az Omodeo és a Coghinas tavat.

### Tengerpartja és szigetei
Szardínia partjainak hossza 1897 km, délen és nyugaton homokosak, északon és keleten sziklásak. Szardíniát több kis sziget veszi körül: Sant’Antioco (109 km²), Asinara (51 km²), San Pietro (50 km²), a Maddalena (20 km²) és Caprera (15 km²).

### Éghajlat

Évi átlagos csapadékmennyiség

Szardínia klímája jellegzetesen mediterrán: télen enyhe, nyáron pedig meleg. A napsütéses órák száma magas, évente 2600-2700 óra körül alakul. 
A tengerpartokon, ahol a lakosság túlnyomó többsége él, a hőmérséklet szinte soha nem csökken fagypont alá. Az alacsony páratartalomnak köszönhetően könnyen elviselhető a nyári forróság. 
A hegyvidékeken télen havazhat és a hőmérséklet akár fagypont alá is csökkenhet. Itt a nyári éjszakák is hűvösek.
A csapadék északon és nyugaton jelentősebb. 
A tengerparton és a déli részeken kevés a csapadék, átlagosan 500 mm évente, de délen, például Cagliari környékén még ennél is kevesebbet mérnek. A legkevesebb csapadékot egész Olaszországban Capo Carbonarán regisztrálják, évi 266 mm-t. Egyes hegyvidéki területeken viszont az éves csapadékmennyiség az 1000 mm-t is meghaladhatja.
Szardínia szeles régió, a domináns szelek a misztrál és a sirokkó. Az előbbi a nyári hőmérsékletet csökkenti, és nagy sebességéből (100 km/h) kifolyólag gyakran okoz károkat a mezőgazdaságban, és gondokat a hajózásban. A sirokkó elsősorban tavasszal káros, mivel kiszárítja a talajt. A szeles időjárásra Szardínián számos szélerőmű települt.
| Hónap                               | Jan. | Feb. | Már. | Ápr. | Máj. | Jún. | Júl. | Aug. | Szep. | Okt. | Nov. | Dec. | Év   |
| ----------------------------------- | ---- | ---- | ---- | ---- | ---- | ---- | ---- | ---- | ----- | ---- | ---- | ---- | ---- |
| Átlagos max. hőmérséklet (°C)       | 14,4 | 15,0 | 17,1 | 19,5 | 23,8 | 28,2 | 31,4 | 31,7 | 27,9  | 23,7 | 18,8 | 15,5 | 22,3 |
| Átlagos min. hőmérséklet (°C)       | 5,4  | 5,5  | 7,2  | 9,4  | 13,1 | 16,8 | 19,7 | 20,2 | 17,5  | 14,1 | 9,9  | 6,8  | 12,2 |
| Átl. csapadékmennyiség (mm)         | 41   | 40   | 34   | 42   | 21   | 10   | 3    | 8    | 36    | 49   | 63   | 50   | 395  |
| Havi napsütéses órák száma          | 150  | 163  | 209  | 218  | 270  | 311  | 342  | 321  | 243   | 209  | 150  | 127  | 2713 |
| Forrás: meteo-climat-bzh.dyndns.org |      |      |      |      |      |      |      |      |       |      |      |      |      |

| Hónap                          | Jan. | Feb. | Már. | Ápr. | Máj. | Jún. | Júl. | Aug. | Szep. | Okt. | Nov. | Dec. | Év   |
| ------------------------------ | ---- | ---- | ---- | ---- | ---- | ---- | ---- | ---- | ----- | ---- | ---- | ---- | ---- |
| Átlagos max. hőmérséklet (°C)  | 13,8 | 14,0 | 15,5 | 17,6 | 22,0 | 26,0 | 29,4 | 29,8 | 26,6  | 22,3 | 17,6 | 14,7 | 20,8 |
| Átlagos min. hőmérséklet (°C)  | 5,8  | 5,7  | 6,5  | 8,3  | 11,5 | 15,0 | 17,4 | 18,0 | 15,8  | 12,8 | 9,1  | 6,8  | 11,1 |
| Átl. csapadékmennyiség (mm)    | 72   | 56   | 62   | 49   | 27   | 17   | 5    | 25   | 38    | 80   | 79   | 63   | 573  |
| Havi napsütéses órák száma     | 127  | 137  | 186  | 216  | 270  | 300  | 350  | 316  | 249   | 202  | 138  | 115  | 2606 |
| Forrás: Servizio Meteorologico |      |      |      |      |      |      |      |      |       |      |      |      |      |

| Hónap                         | Jan. | Feb. | Már. | Ápr. | Máj. | Jún. | Júl. | Aug. | Szep. | Okt. | Nov. | Dec. | Év   |
| ----------------------------- | ---- | ---- | ---- | ---- | ---- | ---- | ---- | ---- | ----- | ---- | ---- | ---- | ---- |
| Átlagos max. hőmérséklet (°C) | 14,6 | 15,2 | 16,5 | 18,4 | 22,7 | 27,6 | 30,5 | 30,8 | 27,0  | 22,2 | 17,8 | 15,4 | 21,6 |
| Átlagos min. hőmérséklet (°C) | 5,2  | 5,9  | 6,3  | 8,2  | 11,3 | 15,4 | 18,3 | 18,5 | 15,9  | 11,8 | 8,0  | 6,1  | 10,9 |
| Átl. csapadékmennyiség (mm)   | 47   | 73   | 63   | 56   | 37   | 18   | 6    | 28   | 41    | 58   | 56   | 98   | 582  |
| Havi napsütéses órák száma    | 127  | 138  | 186  | 213  | 279  | 312  | 360  | 316  | 249   | 195  | 138  | 118  | 2631 |
| Forrás: Aeronautica Militare  |      |      |      |      |      |      |      |      |       |      |      |      |      |

### Képek

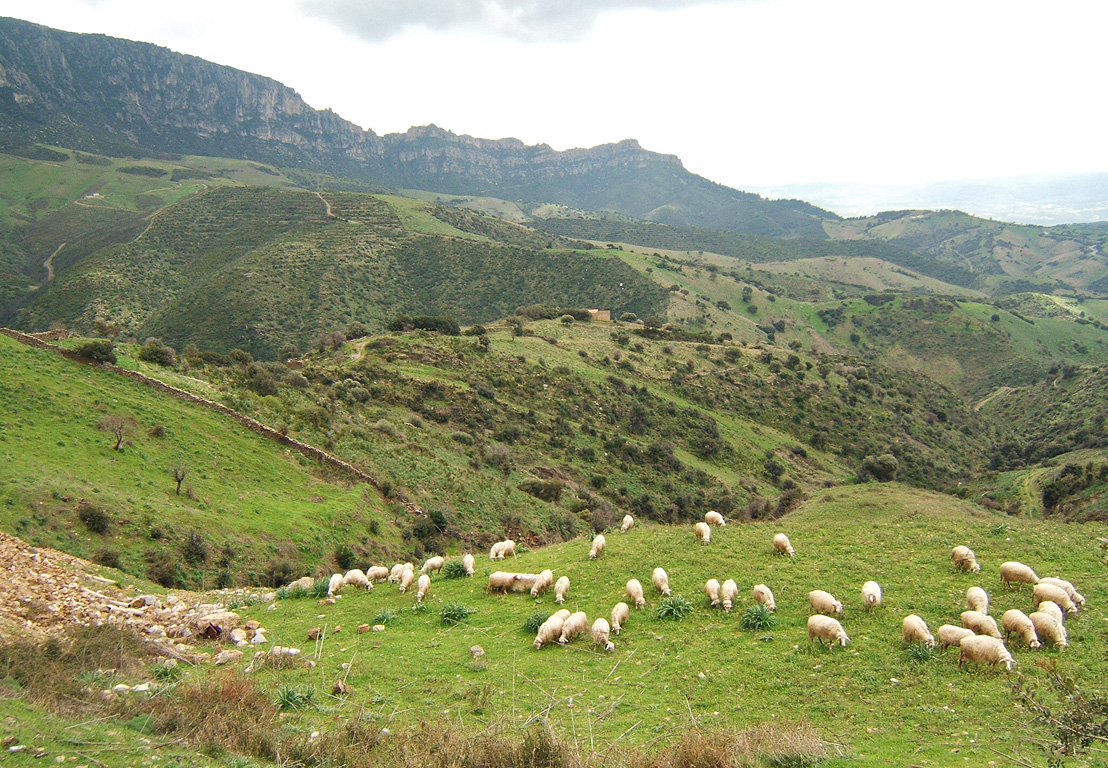
Lula, Nuoro
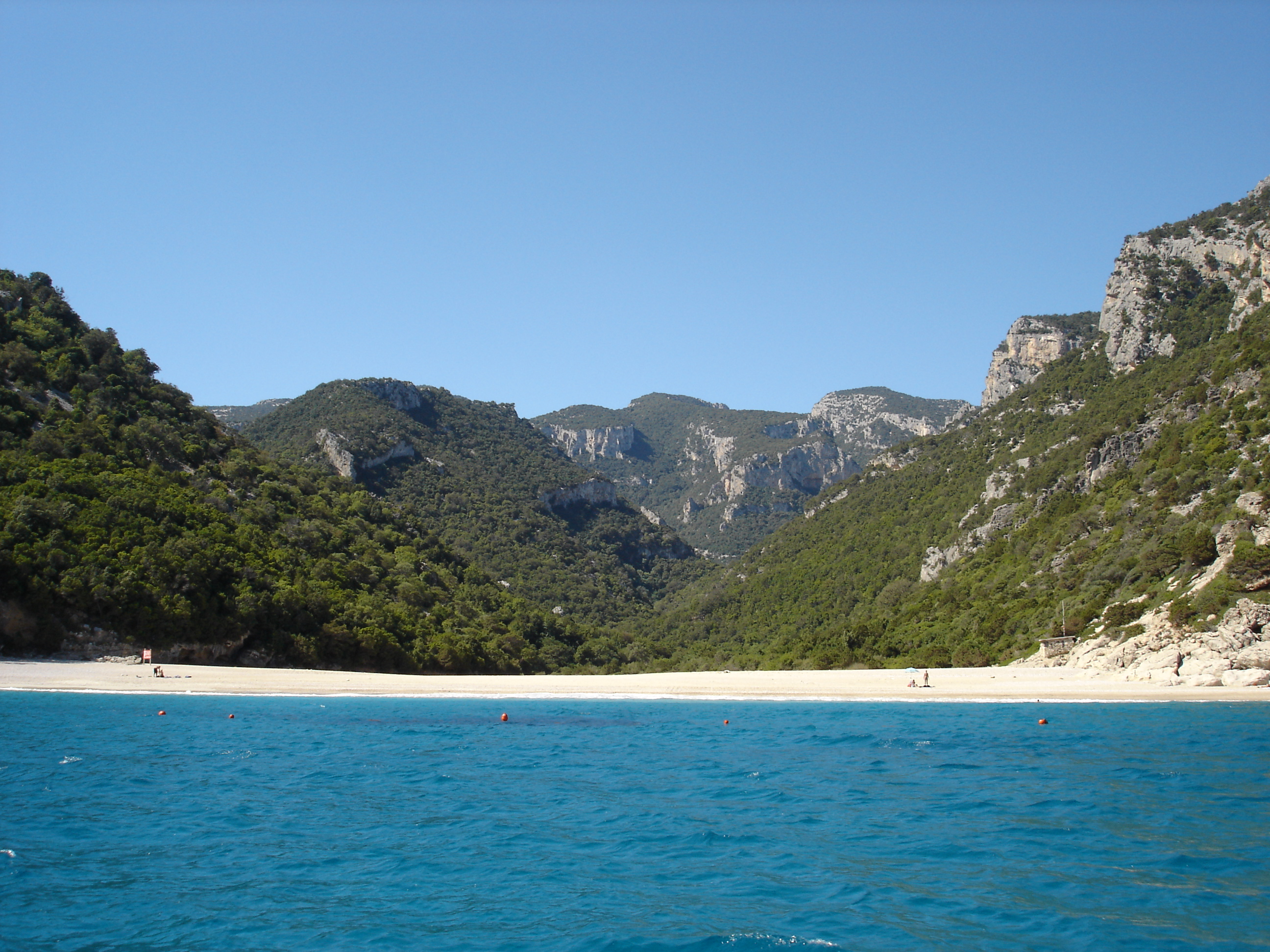
Cala Sisine
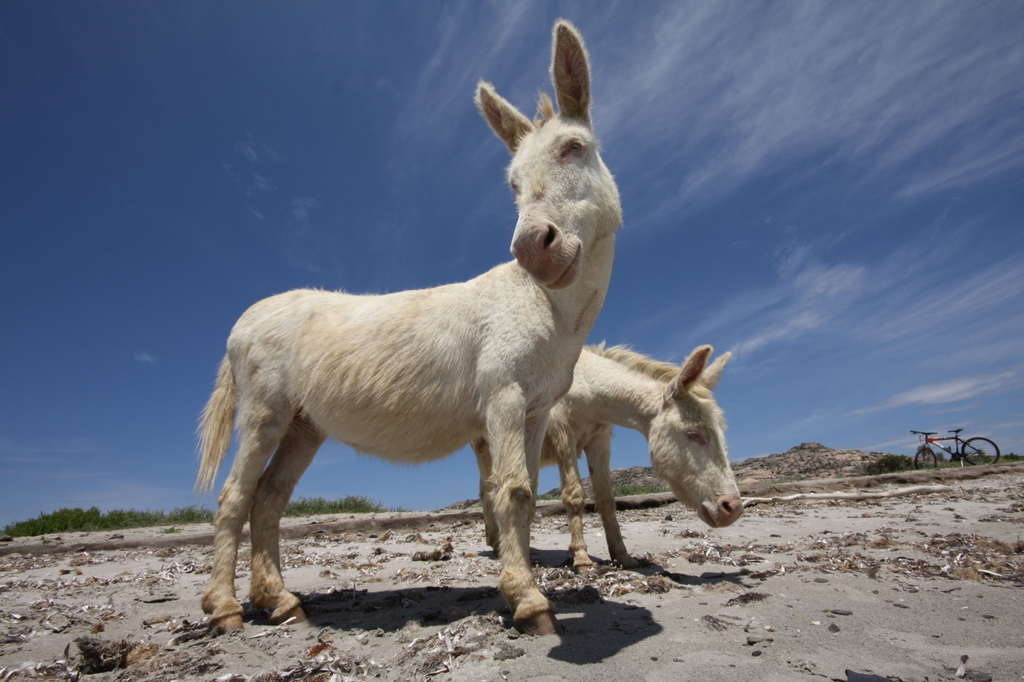
Fehér szamarak Asinara szigetén
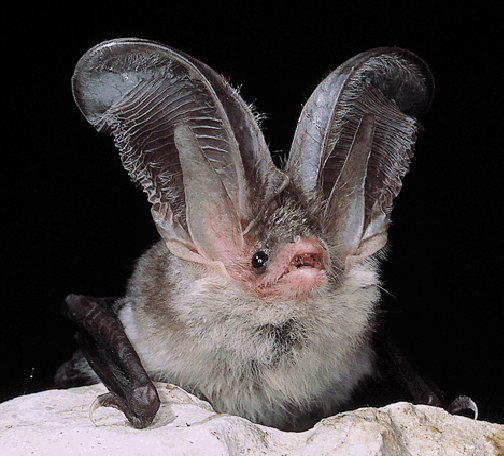
Plecotus sardus
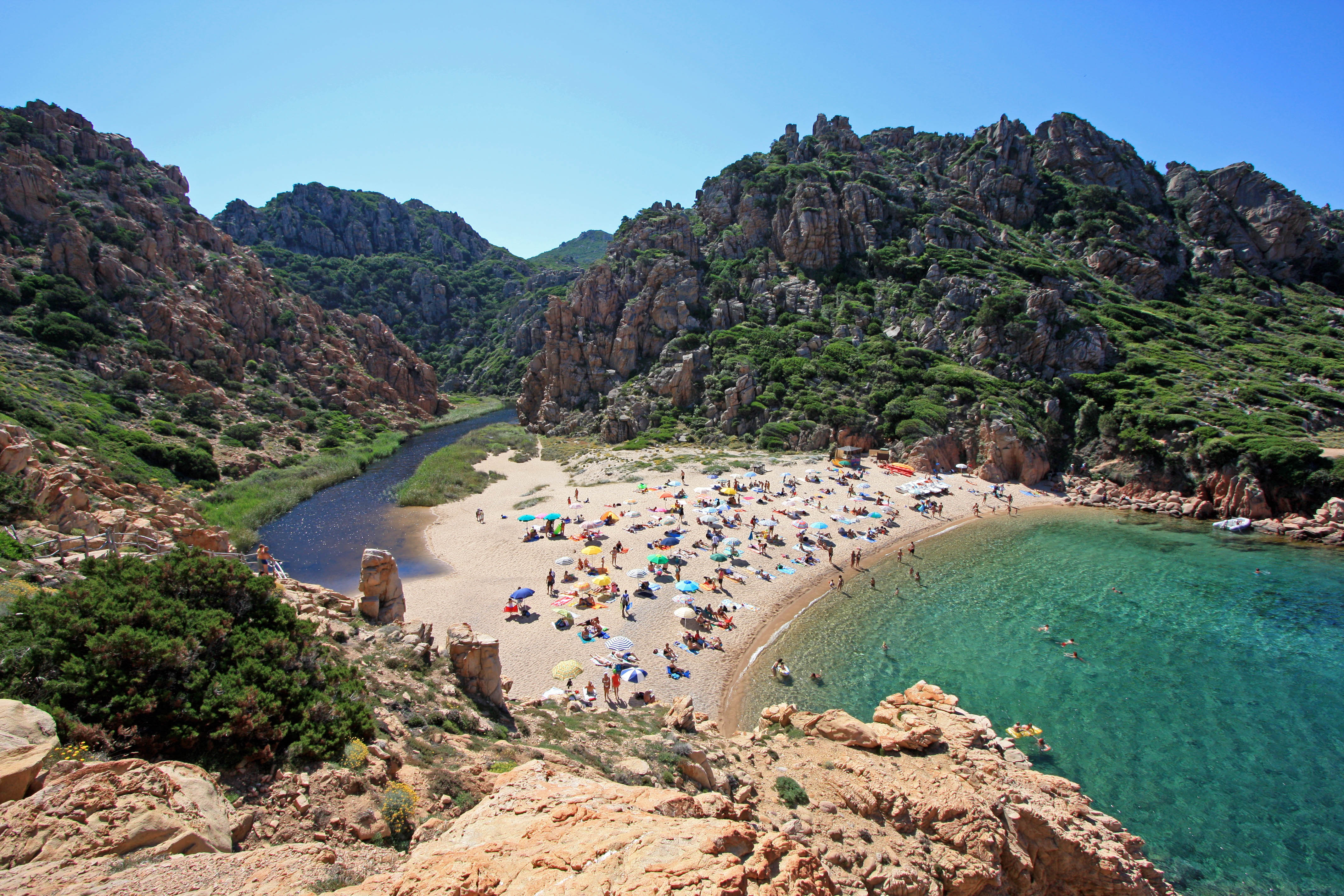
Li Cossi, Costa Paradiso
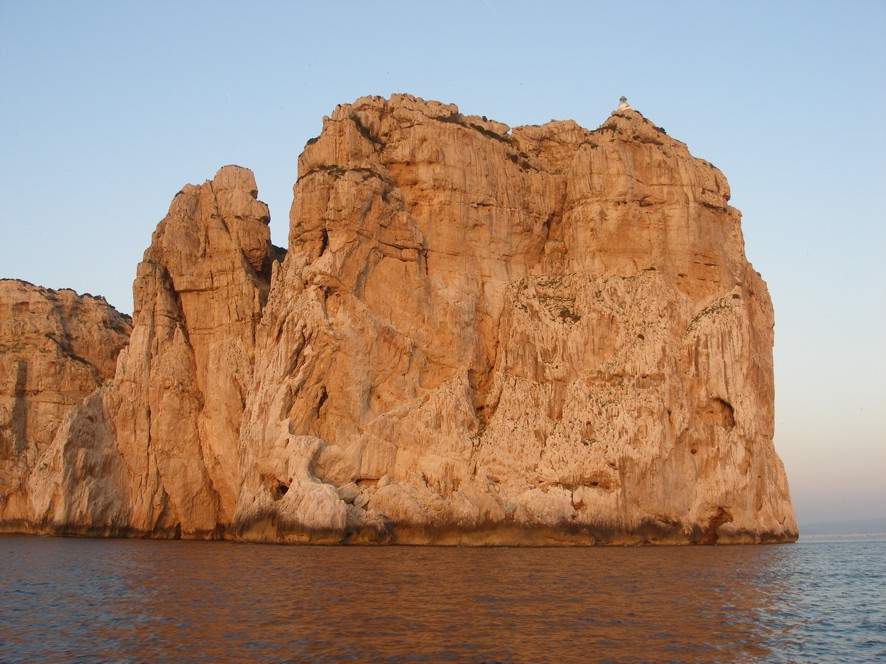
Capo Caccia sziklái esti fényben

## Élővilága

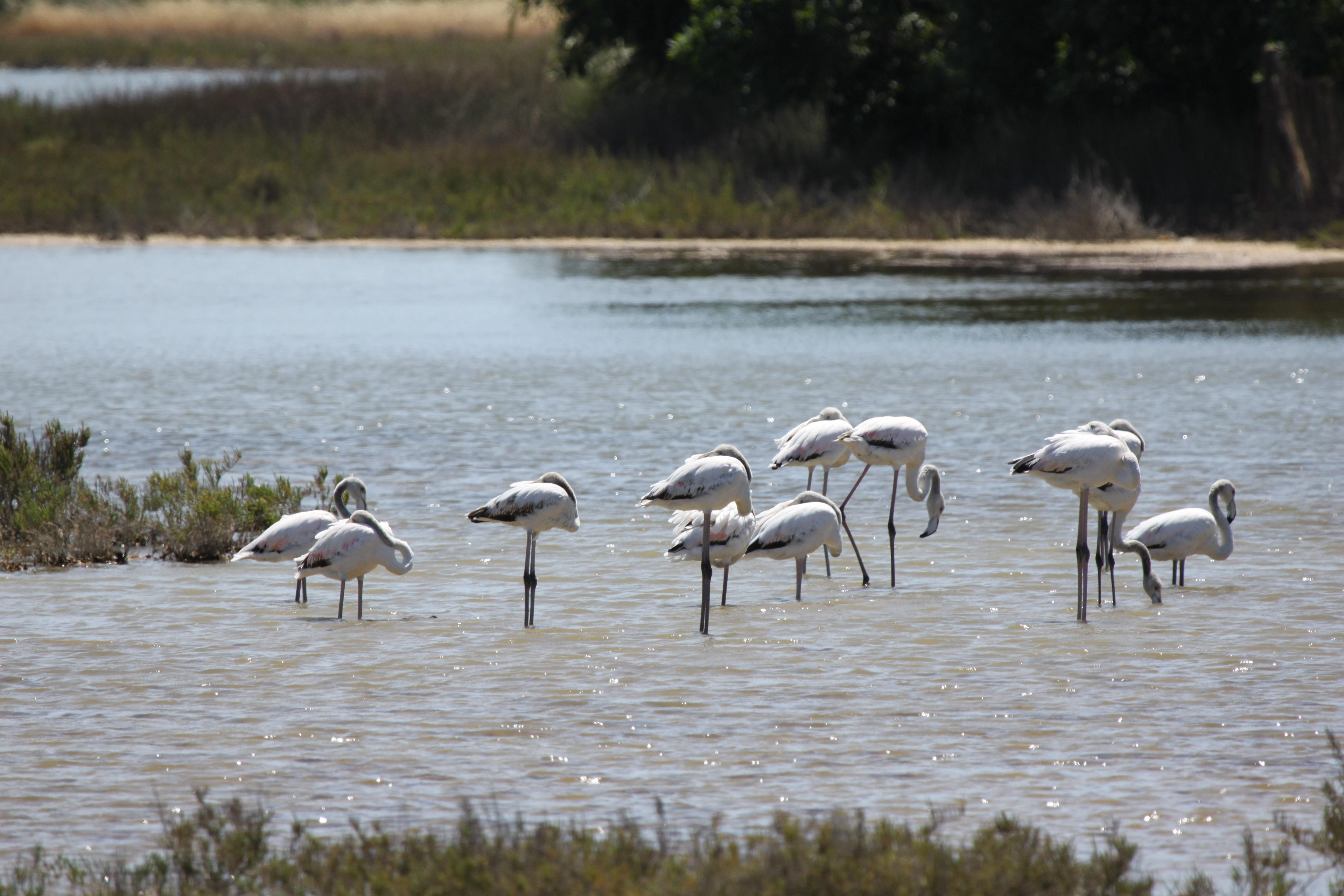
Flamingók

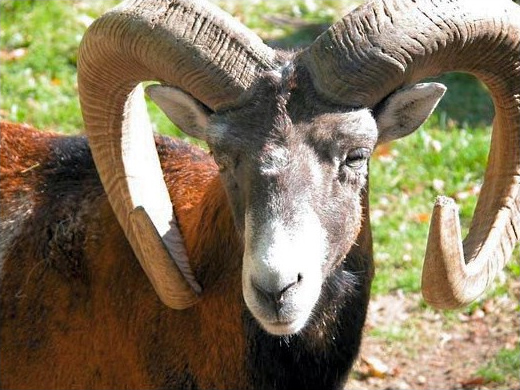
Muflon, a szardíniai fauna egyik szimbóluma

### Állatvilág
Mint sok minden másban, Szardínia állatvilágában is eltérést mutat az európai kontinenshez képest. A szigeten a szarvasfélék és a muflon populációja vészesen csökkent a hetvenes évekig, de azóta emelkedőben van, hála a megtett óvintézkedéseknek. A szárd vaddisznó (Sus scrofa meridionalis) a sziget egész területén fellelhető[forrás?]. A legnagyobb ragadozók a szárd róka (Vulpes vulpes ichnusae) és az igen ritka szárd vadmacska (Felis lybica sarda), mellettük még menyétfélékkel is találkozhatunk. Az emlősök közül kiemelkedő jelentőségű a csak Szardínián, és ezen belül is Asinara szigetén honos fehér szamár, a közönséges házi szamár egy fajtája (jelenleg kb. 90 egyed él belőle). Ugyanilyen jellegzetes a Giara nevű kis termetű ló (Equus caballus Giarae), amely a Giara-fennsíkon honos, eredete bizonytalan, de valószínűleg a föníciai vagy a görög hajósok hozták a szigetre az i. e. 5-4. században. A tengerparton elterjedt a rózsás flamingó (Phoenicopterus roseus), és megtalálható az igen ritka korallsirály (Ichthyaetus audouinii) is.

### Növényvilág
A sziget növényvilága jellegzetesen mediterrán. Erdeinek nagy része magyaltölgy, amelyet a hűvösebb területeken molyhos tölgyek, a melegebb területeken pedig paratölgyek kísérnek. Szardínia az erdőkben leggazdagabb olasz régió, összesen 1 213 250 hektár erdő borítja. A hűvösebb éghajlatú zónákban honos egyes növényfajok a földtörténeti kainozoikumból származnak (tiszafa, francia juhar). 1000-1900 méteres tengerszint feletti magasságon olyan alpesi jellegű növényvilágot találunk, amelyet más régiókban csak 2500–3500 méter magasan.

### Endemikus fajok
A sziget élővilágát nagy számú endemikus faj jellemzi. Egy részük a kainozoikumból származik, amikor a sziget még az európai kontinenshez tartozott. Ezek a fajok a kontinentális területeken kihaltak, de a szigeten fennmaradtak. Az endemikus fajok nagyobb része azonban a negyedidőszakból származik, vagy annál is fiatalabb. A sziget növényfajai közül több mint 220 endemikus faj, ami a szárd flóra 10%-át teszi ki. 2002-ben a Gennargentu-hegység barlangjaiban felfedezték a „Plecotus sardus” endemikus denevérfajt.

## Természetvédelmi területek

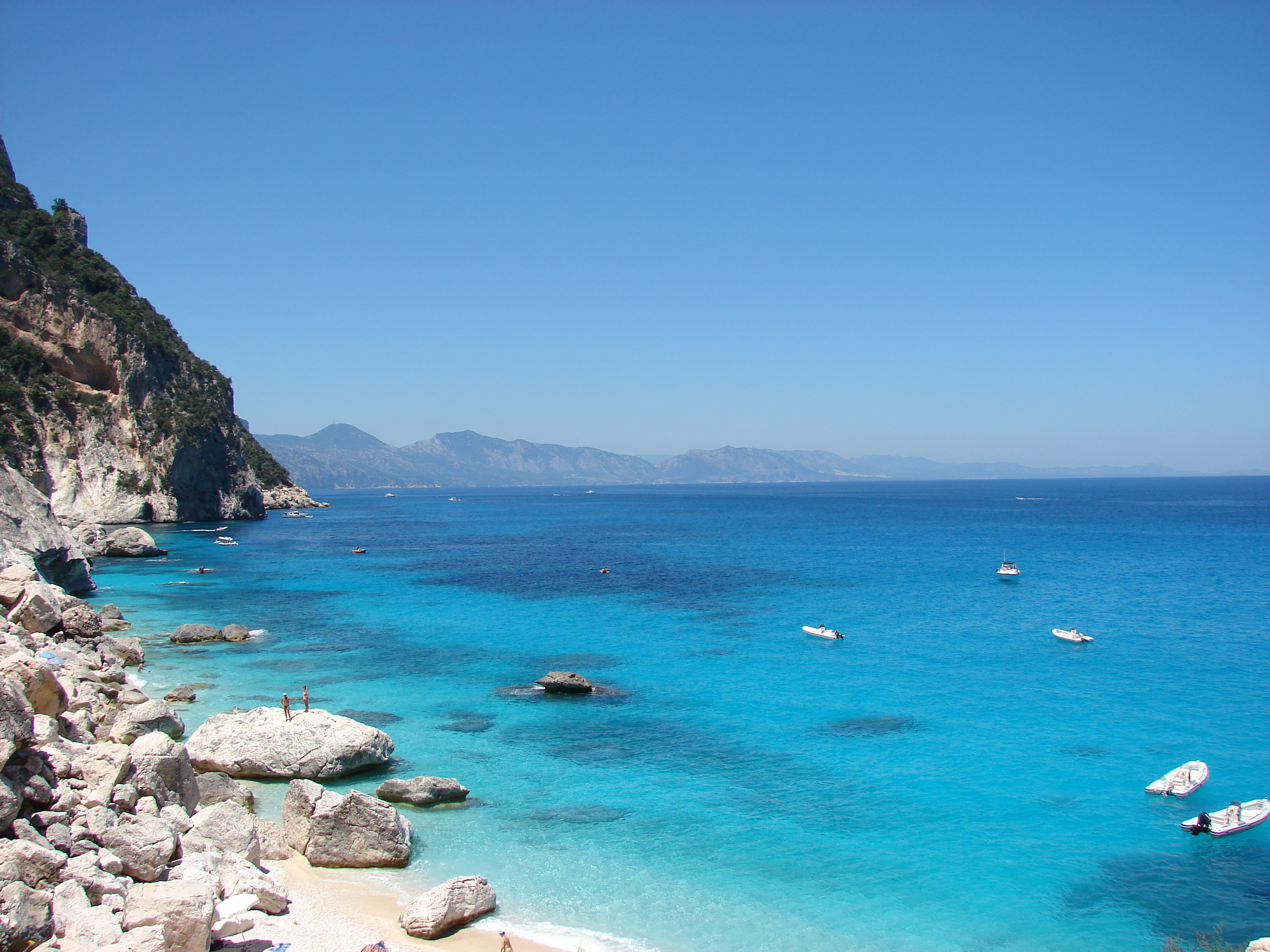
Cala Goloritze (Orosei-öböl – Gennargentu Nemzeti Park)

Felismerve az erdőtüzekkel fenyegetett hegyvidéki területek egyedülállóságát és jelentőségét, számos természetvédelmi parkot hoztak létre a szigeten a ritka állatfajok reprodukciójának elősegítésére.
- Gutturu Mannu Regionális Természeti Park (Parco Naturale Regionale di Gutturu Mannu)
- Oasi di Tepilora Regionális Természeti Park (Parco Naturale Regionale dell'Oasi di Tepilora)
- Orosei-öböl – Gennargentu Nemzeti Park (Parco Nazionale del Golfo di Orosei – Gennargentu)
- Molentargius – Saline di Cagliari Regionális Park (Parco Regionale di Molentargius – Saline di Cagliari)
- Asinara Nemzeti Park (Parco Nazionale dell'Asinara)
- Porto Conte Regionális Park (Parco Regionale di Porto Conte)
- La Maddalena Nemzeti Park (Parco Nazionale Arcipelago di La Maddalena): 12 000 hektárnyi vízi és szárazföldi területen fekszik, 180 km hosszú tengerparttal. Magába foglalja a La Maddalena községhez tartozó valamennyi szigetet.
- Monte Arci Regionális Természeti Park (Parco Naturale Regionale del Monte Arci)

## Demográfia

### A szárdok
A szigeten élő nép a szárd. Hagyományosan elsősorban pásztorkodással és halászattal foglalkoznak. A szárd nyelv az indoeurópai nyelvcsalád itáliai ágán belül az újlatin nyelvek közé tartozik. Nyelvük és folklórjuk sok archaizmust őrzött meg. Élő hagyományuk a vérbosszú. A szárdokat 1948 óta „szárd nép”-ként hivatalosan is elismerik, abban az évben kapott Szardínia régió különleges státuszt. A szárdok képezik az olasz állam által elismert legnépesebb nyelvi kisebbséget.
A mai lakosság több népcsoport keveredéséből született, amelyek elsősorban az Ibériai-félszigetről, az itáliai félszigetről és Korzikáról érkeztek, de a neolitikum alatt még Krétáról és a Kükládokról is vándoroltak Szardíniára.
Újabb kutatások kimutatták, hogy az elszigeteltség, a nehéz környezeti feltételek, a malária és egyéb betegségek különleges genetikai és antropológiai jellegzetességeket alakítottak ki a lakosságban. A genetikai elkülönülés megmutatkozik egyes betegségek gyakoriságában. Ilyen a sclerosis multiplex, a cukorbetegség, az autoimmun betegségek, a Wilson-kór vagy a talasszémia. De a különleges genetikai állománynak köszönhető a szigetlakókat jellemző hosszú élettartam is.
A második világháború belső migrációs hullámainak következtében jelentős szárd közösség alakult Piemontban (71 000 fő), Ligúriában (29 000 fő), Lombardiában (58 000 fő), Toszkánában (23 000) és Lazióban (51 000 fő).

### Nyelvek

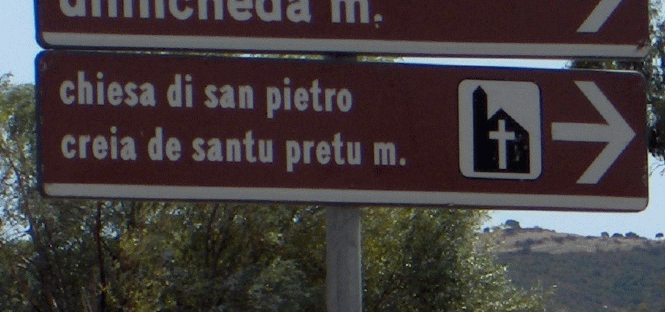
Kétnyelvű tájékoztató tábla

Szardínia Autonóm Régió 1997-ben kibocsátott egy kerettörvényt a szárd nyelv védelméről és előremozdításáról. A törvény széles teret enged a szárd kisebbségi nyelvnek, és demokratikus módon elismeri több más nyelv jelenlétét is a szigeten. A törvény támogatja a szárd nyelvű média működését, pénzügyi hozzájárulást nyújt szárd televíziós és rádiós műsorok készítéséhez, valamint újságok megjelenéséhez. A törvény ösztönzi a szárd nyelvű kultúra terjesztését a helyi szervezetek, egyesületek, egyetemek szintjén, és ehhez pénzügyi támogatást is biztosít. Különösen lényegesnek tartja a szárd nyelvű irodalmi versenyeket és díjakat, a szárd öntudat erősítését szolgáló események szervezését.
Az olasz és a szárd mellett két korzikai eredetű nyelvet is beszélnek a szigeten: a sassari nyelvet (sassarese vagy turritano) és a gallurai nyelvet (gallurese). Alghero városában katalánul, Carlofortéban és Calasettában pedig egy ligur dialektust beszélnek, míg néhány kisebb településen az idősek venetói és isztriai-dalmát dialektust.

### Demográfiai adatok

Szardínia megyéi 2016-ban

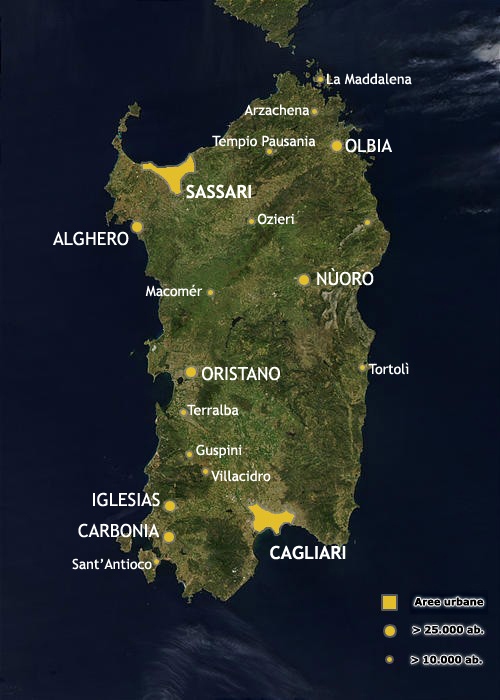
Szardínia sűrűn lakott területei

A sziget lakossága az utóbbi másfél évszázad alatt megháromszorozódott, s egyike azon kevés európai régióknak, ahol a modern gazdaság érintetlen természettel él együtt. Ennek magyarázata az alacsony népsűrűségben rejlik (69,44 fő/km²). Kb. 1 millió 700 ezren laknak a szigeten, ami ezzel a harmadik legalacsonyabb népsűrűségű olasz régió Valle d’Aosta (37 fő/km²) és Basilicata (60 fő/km²) után. Egyedül Cagliari megye az, ahol a népsűrűség magasabb az olasz átlagnál (122 fő/km²). A külföldi lakosok száma 30 115 fő, ez a teljes lakosság 1,8%-a. A szardíniai családok átlagosan 2,5 főből állnak.
| Megye              | Rövidítés          | Lakosság (fő) | Terület (km²) | Népsűrűség (fő/km²) | Községek száma | Székhely (népesség, fő)                  |
| ------------------ | ------------------ | ------------- | ------------- | ------------------- | -------------- | ---------------------------------------- |
| Cagliari           | CA                 | 560 244       | 4569          | 122,6               | 71             | Cagliari (157 590)                       |
| Carbonia-Iglesias  | CI                 | 130 581       | 1495          | 87,3                | 23             | Carbonia (30 086), Iglesias (27 599)     |
| Medio Campidano    | VS                 | 103 135       | 1516          | 68,1                | 28             | Villacidro (14 544), Sanluri (8544)      |
| Nuoro              | NU                 | 161 118       | 3934          | 41,0                | 52             | Nuoro (36 469)                           |
| Ogliastra          | OG                 | 58 152        | 1516          | 31,4                | 23             | Tortolì (10 651), Lanusei (5711)         |
| Olbia-Tempio       | OT                 | 154 706       | 3399          | 45,5                | 26             | Olbia (53 923), Tempio Pausania (14 241) |
| Oristano           | OR                 | 167 689       | 3040          | 55,2                | 88             | Oristano (32 461)                        |
| Sassari            | SS                 | 336 764       | 4282          | 78,6                | 66             | Sassari (130 701)                        |
| Szardínia összesen | Szardínia összesen | 1 672 422     | 24 090        | 69,4                | 377            | Cagliari (157 590)                       |

|    | Város             | Lakosság (fő) |
| -- | ----------------- | ------------- |
| 1  | Cagliari          | 154 199       |
| 2  | Sassari           | 126 877       |
| 3  | Quartu Sant’Elena | 70 955        |
| 4  | Olbia             | 60 136        |
| 5  | Alghero           | 44 054        |
| 6  | Nuoro             | 36 628        |
| 7  | Oristano          | 31 707        |
| 8  | Selargius         | 28 951        |
| 9  | Carbonia          | 28 337        |
| 10 | Iglesias          | 26 803        |

Szardínia népességének változása:

## Történelem

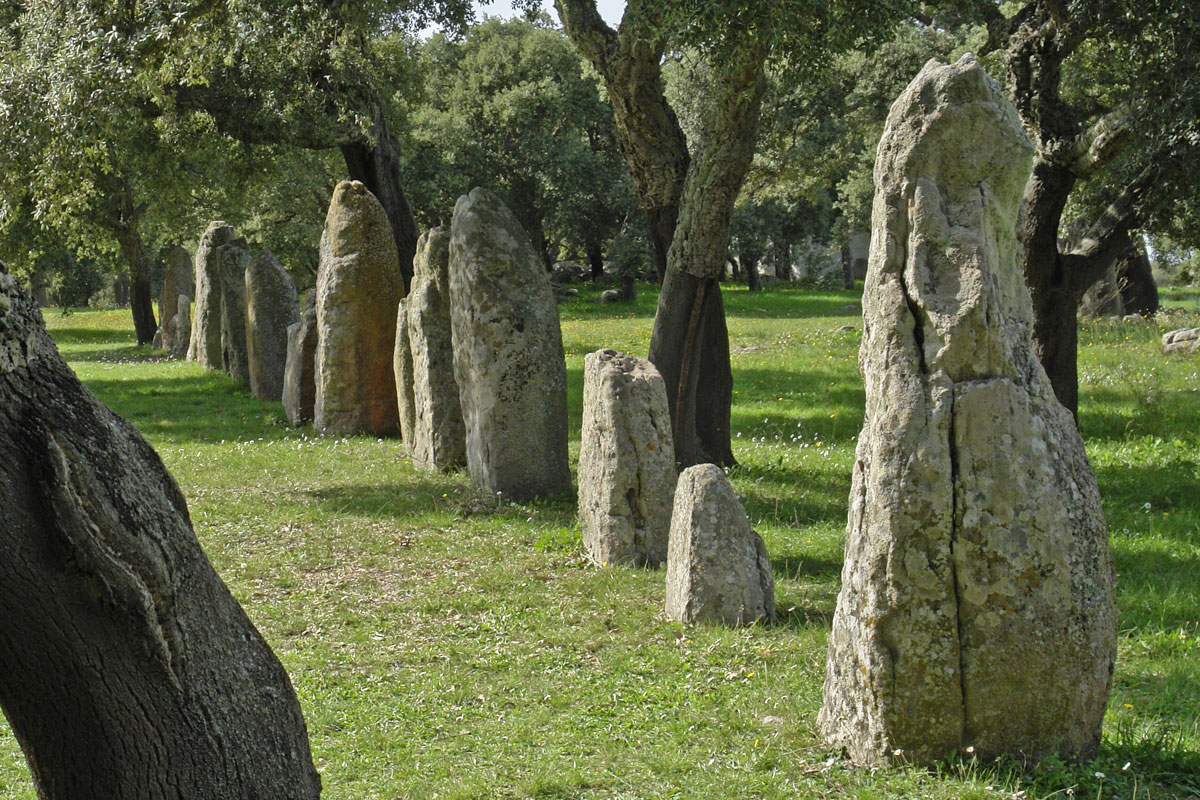
Menhirek, Pranu Muttedu (Goni mellett)

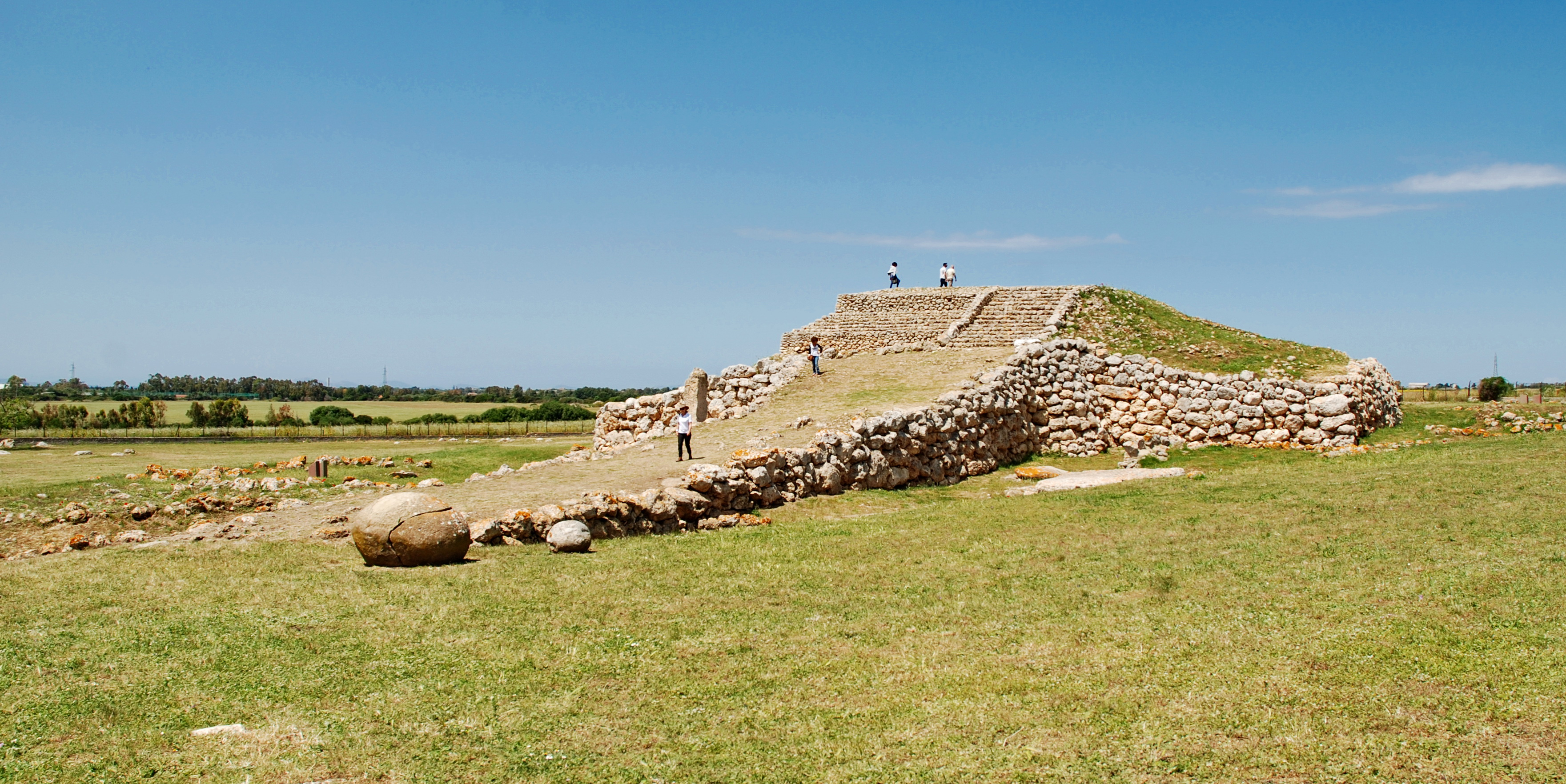
Történelem előtti templom romjai (Kr. e. 2700 körül), Monte d'Accoddi, a mai Sassari közelében

Szardínia történelme az ősidőkbe nyúlik vissza. 1979-ben a paleolitikumból (Kr. e. 150 000) származó leleteket találtak a szigeten.
A történelem előtti Szardínia lakosai obszidiánnal kereskedtek. Ez egy olyan kőzet, amelyből az első, durva megmunkálású eszközöket készítették. Kereskedelmi tevékenységük közel hozta a szigetlakókat a Földközi-tenger mentén élő népekhez.
Néhány itt talált Cannonau fajtájú szőlőmaradványon elvégzett DNS-teszt kimutatta, hogy az eddig elfogadott véleménnyel ellentétben ez a fajta nem ibériai fajták leszármazottja, hanem endemikus (helyi eredetű). Mivel a régészeti feltárások során talált legrégebbi Cannonau-ültetvények kb. Kr. e. 1200-ból, Egyiptom és Mezopotámia virágzásának idejéből származnak, ezért az is állítható, hogy a fajta nem is a föníciaiak által került Szardíniára a szőlő feltételezett nemesítésének helyszínéről, a Kaukázusból, hiszen a föníciaiak ennél az időpontnál később érték el a szigetet. Ennek alapján viszont a Cannonau fajta legvalószínűbben a szőlő helyi nemesítésének eredménye, és egyben a legrégebbi ma is termelt európai borfajta.
A szigeten élő lakosság valószínűleg több különböző nyelvet beszélt. A bevándorlók egymást követő hullámokban érkeztek a szárazföldről. Szardínia legkorábbi neolitikus kultúrája stílusa alapján párhuzamokat mutat Délkelet-Európa korabeli kultúrájával. Az i. e. 5-4. századra jellemzőek a női idolszobrocskák, mint a „Macomeri Venus”, az „Olbiai istennő” vagy a „Decímoputzui istennő”.
Szardínia korai építészetének jellegzetességei a megalitikus építmények, a hatalmas kőlapokból épített sírkamrák. Ennek alapján jött létre a sziget egyedi bronzkori kultúrája, a jellegzetes kerek alaprajzú épületeiről elnevezett nuraghe-kultúra, amelynek kezdete az i. e. 1800 körüli időkre datálható.

### Nurági civilizáció

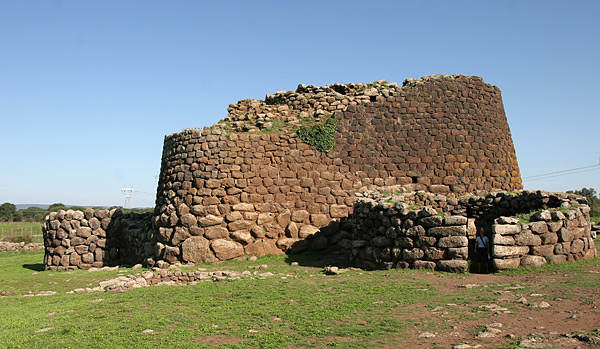
Nurági

A neolitikum és a Római Birodalom kora közötti időszak a nurági civilizációé. A nurági egy gránit- és bazaltkövekből, kötőanyag nélkül épült köralapú, átlagosan 10 m magas épület, amelyből még ma is kb. 8000 található a szigeten (átlagban egy minden 3 km²-en). Bizonyos helyeken csak pár száz méter választja el őket egymástól, pl. az ún Nuraghe-völgyben Trexentában és Marmillában. Rendeltetésük gyakorlatilag a mai napig nem tisztázott. Egyes elméletek szerint kizárólag védelmi szerepet játszottak, de egyes darabok templomként, a közösségi döntéshozás helyszíneként is működhettek. A legismertebb nurági Baruminiben található, és azt az UNESCO 1997-ben a világörökség részévé nyilvánította.
Egyedülálló konstrukciók, amelyek Európa legnagyobb és legépebben fennmaradt megalitikus épületei.
A nurági egy megalitikus, csonka kúp alakú építménytípus, amely Szardínia egész területén eltérő sűrűséggel.

#### Jellemzőik
A nuraghék nagy része egy toronyból áll, amelyben egy belső lépcső vezet a tetőre vagy a felső szintre. Stratégiailag fontos helyekre épültek, hegytetőkre, fennsíkokra, vagy völgyek bejáratához. Falaik néha a négyméteres vastagságot is elérik, átmérőjük az alapoknál akár 30-50 méter is lehet. A bejárat gyakran a déli oldalon található, és egy folyosóra nyílik, amely egy kerek szobába vezet.

#### Nurágifalvak
Egyes nuraghék elszigeteltek, mások azonban egymás közelébe épültek, vagy egymással összeköttetésben állnak, esetleg fal veszi őket körül, és egészen egy falu képét mutatják. A mindennapi élet ezekben a szerény épületekben zajlott, melyek tetejét ágakból építettek. A nurági civilizáció későbbi szakaszában kialakult egy fejlettebb típus is, amelyben az egyes életszínterek már egymástól elkülönültek, volt egy kis udvaruk, és még kemence is a kenyérsütéshez.
A falvakban találunk kifejezetten a köz céljait szolgáló épületeket is, ahol pl. gyűléseket tartottak, ezekben kőből készült ülőalkalmatosságokat helyeztek el az elöljárók számára.

#### Legfontosabb nurágitelepek
| Nurágitelepek (nyitható) > > > |
| --- |

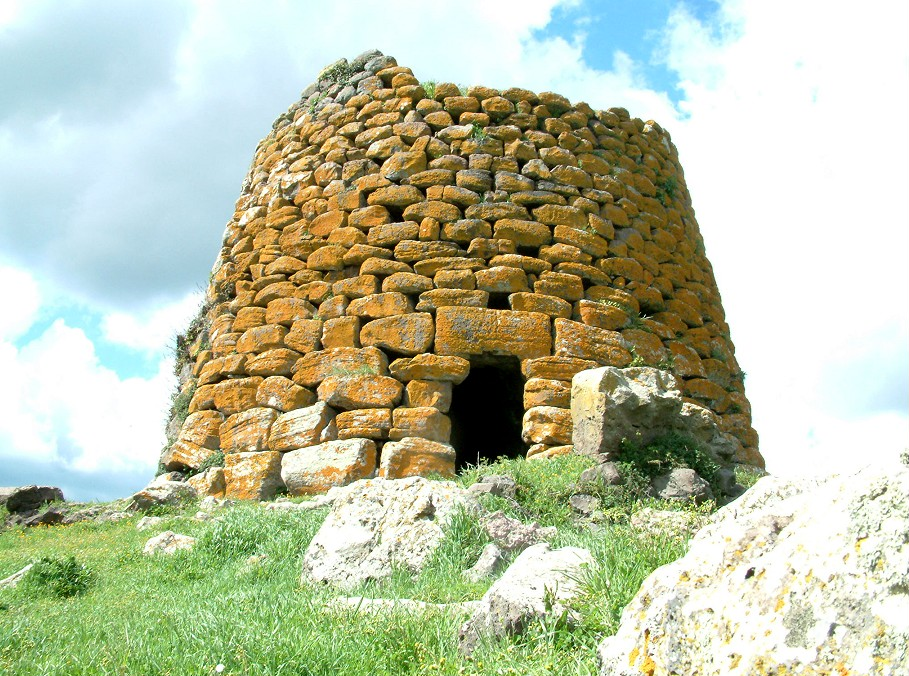
Macomer - Nuraghe Succuronis

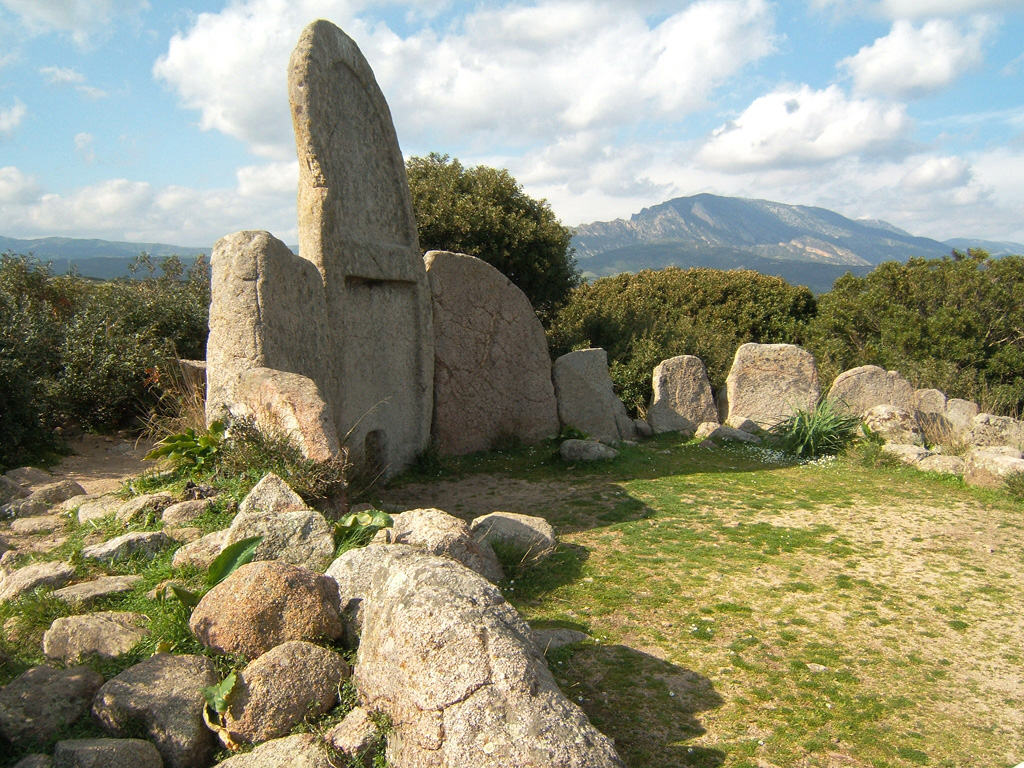
Az "óriások sírja", Dorgali

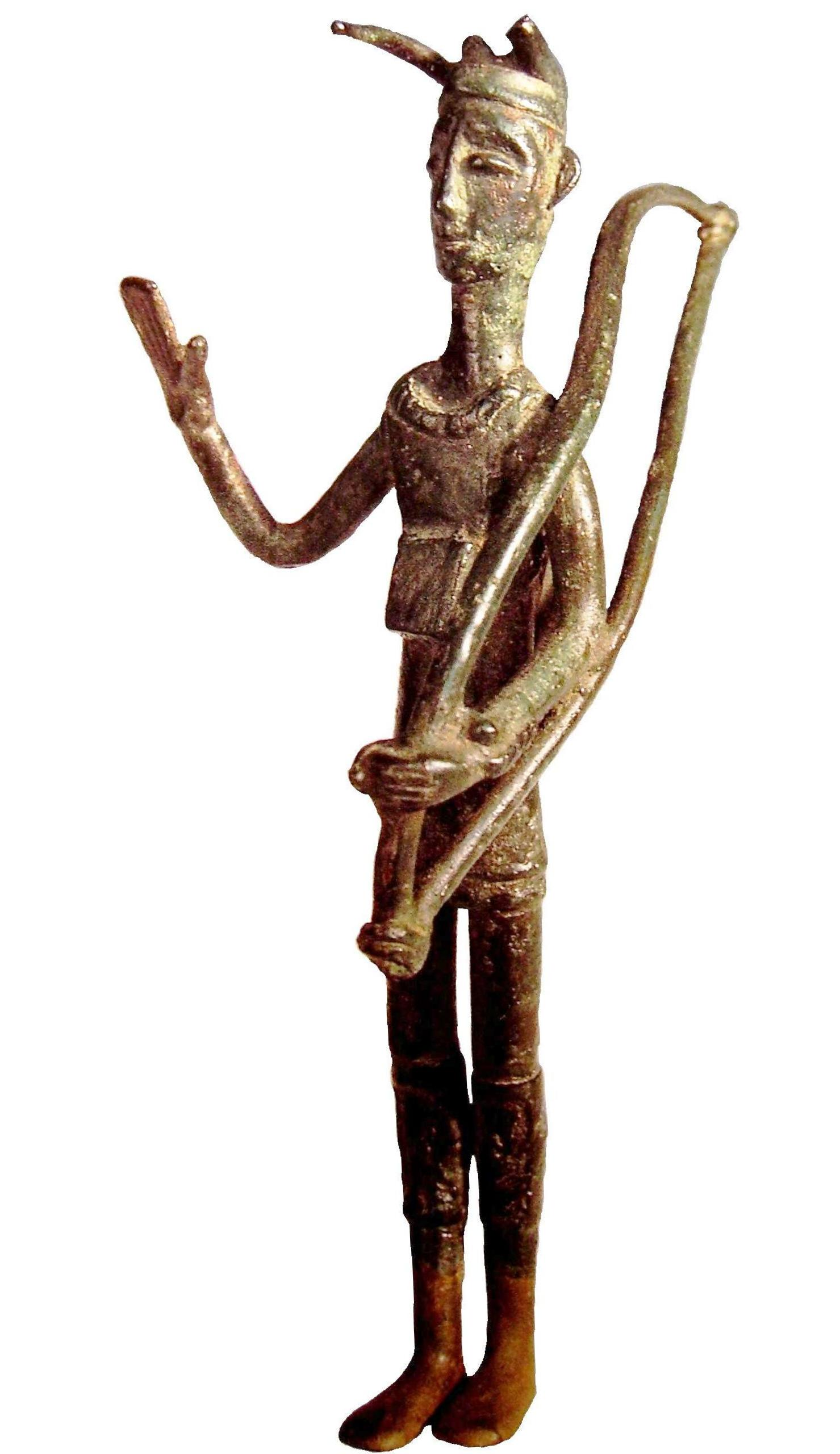
Bronzszobor a nurági kultúrából

| - Su Nuraxi di Barumini Baruminiban - Nuraghe Ura e sole a Desulo, a legmagasabban fekvő nurági (1330 m) - Nuraghe Achenza Perdaxiusban - Nuraghe Abbacadda Atzarában - Nuraghe Appiu Villanova Monteleonében - Nuraghe Ni e' Crobu Atzarában - Nuraghe Ligios Atzarában - Nuraghe Albucciu Arzachenában - Nuraghe Antigori Sarrochban - Nuraghe Arrubiu Orroliban - Nuraghe Asoru San Vitóban - Nuraghe Burghidu Ozieriben - Nuraghe Camboni Perdaxiusban - Nuraghe Carrarzu Iddia Bortigaliban - Nuraghe Cherchidzu (vagy Santa Sarbana) Silanusban - Nuraghe Coattos Bortigaliban - Nuraghe Corbos Silanusban - Nuraghe Cuccurada Mogoróban - Nuraghe Entu Perdaxiusban - Nuraghe Genna Maria Villanovaforruban - Nuraghe Iloi Sedilóban - Nuraghe Is Paras Isiliben - Nuraghe Izzana Aggiusban - Nuraghe Lerno Pattadában - Nuraghe Lighei Sedilóban - Nuraghe Loelle Buddusòban - Nuraghe Longu Padriában - Nuraghe Losa Abbasantában - Nuraghe Lugherras Paulilatinóban - Nuraghe Lure Sedilóban - Nuraghe Maiori Tempio Pausaniában - Nuraghe Nolza Macomerben - Nuraghe Nolza Meana Sardóban - Nuraghe Nuraddeo Suniban - Nuraghe Oes Giavéban - Nuraghe Orgono Ghilarzában - Nuraghe Orolio (vagy Madrone) Silanusban - Nuraghe Orolo Bortigaliban - Nuraghe Palmavera Algheróban - Nuraghe Piscu Suelliben - Nuraghe Porcus Perdaxiusban - Nuraghe Pranu Ulassaiban - Nuraghe Prisgiona Arzachenában - Nuraghe Sa Domu 'e S' Orku Domusnovasban - Nuraghe Sa Jua Aidomaggioréban - Nuraghe Sanilo Aidomaggiorében - Nuraghe Santa Barbara Villanova Truscheduban - Nuraghe Santa Barbara Macomerben - Nuraghe Santu Antine Torralbában, Nurági palotaként ismert - Nuraghe Santus Perdaxiusban - Nuraghe Serbissi Osiniben - Nuraghe Sarbana Silanusban - Nuraghe Seruci Gonnesában - Nuraghe S'Ortali 'e Su Monti Tortolìban - Nuraghe Succuronis Macomerben - Nuraghe s'Ulimu Ulassaiban - Nuraghe S'Uraki San Vero Milisben - Nuraghe Tintirriolos Bortigaliban - Nuraghe Titirriolu Bolotanában - Nuraghe Tosinghene Sedilóban - Nuraghe Tradori Narboliában - Nuraghe Zuras Abbasantában - Sa Mura de Nuracale Scano di Montiferróban |

### A shardanák
Azt föltételezik, hogy a shardanák a Földközi-tenger keleti vidékéről érkezhettek ide. A shardanák csatlakoztak a „shekelesh” néphez, és létrehozták a „tengeri népek” szövetségét. III. Ramszesz egyiptomi fáraó mért rájuk vereséget saját földjén, Egyiptomban, Kr. e. 1180-ban. A shardanák és shekeleshek alkotta népcsoportot az egyiptomiak a „távoli szigetek népének” nevezték. Ez arra utal, hogy a shardanák már Szardínián élhettek az Egyiptom elleni invázió idején. Valójában a legtöbb tombe dei giganti, „óriási sírkő” úgy néz ki, mint egy-egy hajó, függőlegesen a földbe állítva, ami a tengerjáró életmódra utalhat.
Nyelvészeti tanulmányok szerint a lüdiai Szardeisz városa lehetett a kiindulópont, ahonnan végül elérték a Tirrén-tengert, ahol kettéváltak: egy részük Szardíniára ment, másik részük pedig nem más, mint az etruszkok népe.
Mindamellett az eredeti szardíniai népességgel kapcsolatos elméletek döntő része elsősorban a genetikai kutatásra támaszkodik, és a hagyományos kelet-nyugati népmozgások keretén belül vizsgálódik. A vizsgálatok szerint Szardínia népessége genetikailag nem rokona a környező népeknek. Ez elsősorban az elszigeteltség miatt lehet így, noha más okok, így a pre-indoeurópai, neolitikus népekkel való kapcsolatok is hozzájárulhatnak a genetikai távolsághoz.
A népsűrűség, a neolitikumból származó építészeti maradványok puszta mérete arra enged következtetni, hogy jelentősebb népesség lakhatta a szigetet.

### Föníciaiak, karthágóiak és Róma

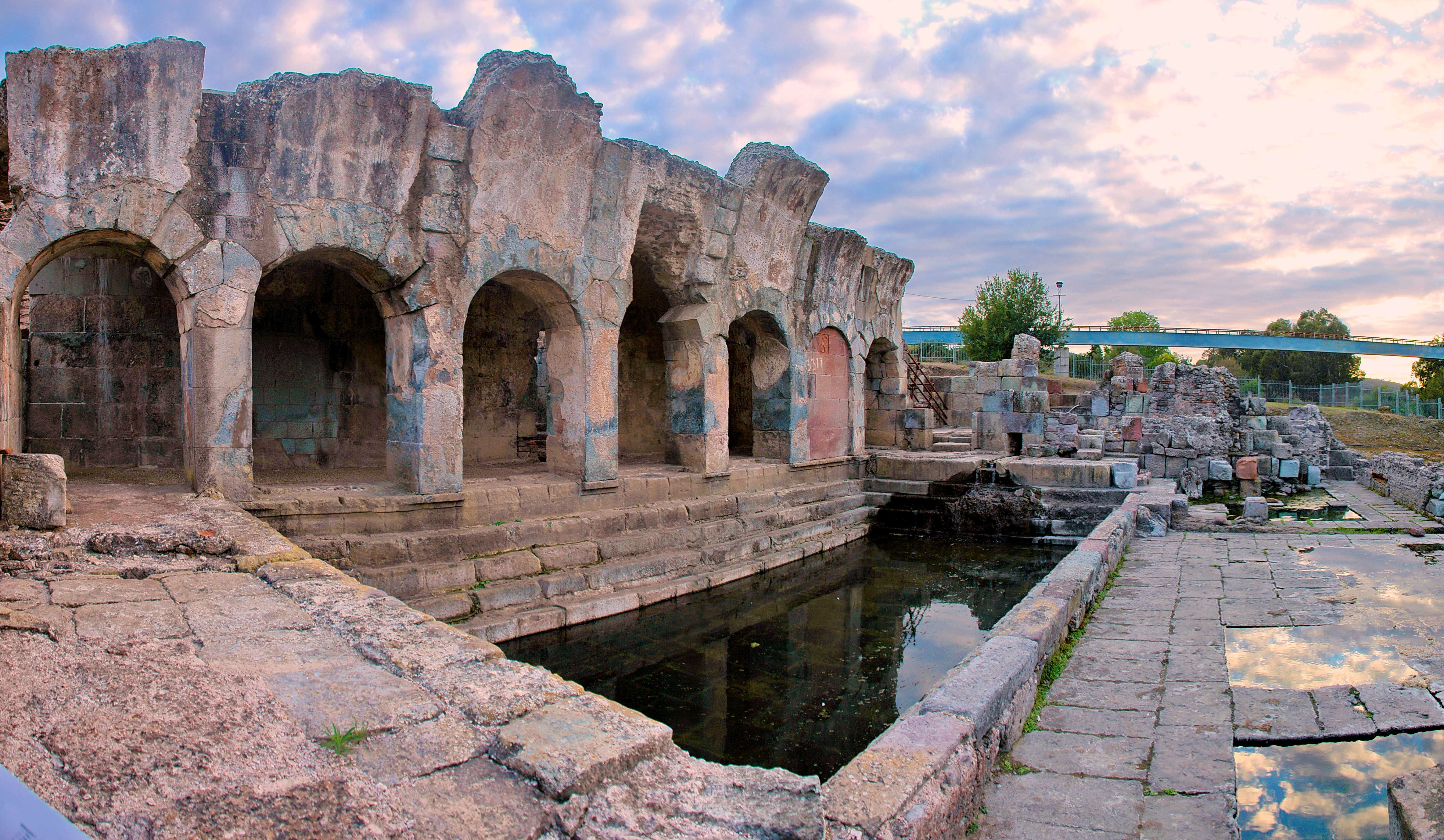
Római termálfürdő romja, Fordongianus

I. e. 1000 körül föníciai telepesek kikötőket hoztak létre a szardíniai partokon. I. e. 509-ben háború robbant ki az őslakos nurágok és a föníciaiak között. A telepesek Karthágótól kértek segítséget, aminek következtében a sziget Karthágó része lett. I. e. 238-ban, miután a Római Köztársaság az első pun háború alatt vereséget mért a karthágóiakra, ez utóbbiak átengedték a szigetet a győzteseknek.

### Szardínia és Bizánc
456-tól 534-ig az észak-afrikai vandálok királyságához tartozott a sziget, egészen addig, amíg bizánci császár, I. Justinianus el nem foglalta. A bizánci uralom alatt a Caralis városában székelő birodalmi képviselő irányította a területet. Valójában a bizánciak hatalma nem terjedt ki a sziget keleti részén elterülő, hegyvidéki Barbagiára, és itt független királyság működött a hatodiktól egészen a kilencedik századig.

### Agiudicatókkora
A 8. század kezdetén arab és berber hordák támadtak a szigetre. Szicília 832-es meghódítása után a bizánciak képtelenek voltak megvédeni legtávolabbi tartományukat, és a tartományi bíró független hatóságként kezdett működni. A helyi védelmet úgy szervezte meg, hogy a szigetet négy „giudicatónak” nevezett részre osztotta, ezek: Gallura, Logudoro, Arborea és Caralis voltak. 900-ra e négy kerület mindegyike független, alkotmányos királysággá vált. Számos alkalommal Pisa és Genova hatalma alá került valamelyikük. 1323-ban az Aragóniai Királyság megkezdte Szardínia elfoglalását. Arborea ennek sikeresen ellenállt, és egy időben ahhoz is közel járt, hogy az egész szigetet irányítása alá vonja. Utolsó uralkodója, Narbonne-i Vilmos azonban a döntő csatában vereséget szenvedett a Márton aragóniai király fia, I. Márton szicíliai király vezette aragónoktól (Sanluri csata, 1409. június 30.). Alghero őslakóit kitelepítették, és katalán hódítók költöztek a városba. Az ő leszármazottaik ma is katalánul beszélnek. Kasztília és Aragónia perszonáluniója után Szardínia az egységes Spanyolország szerves része lett.
A spanyol uralom alatt a szardíniaiakat szabályszerűen a spanyol flottában foglalkoztatták. 1571. október 7-én a lepantói ütközetben szardíniai tengerészek Don Juan de Austria admirális hajójáról átszálltak a török vezérhajóra, túlerővel legyőzték a személyzetet, és levágták a török tengernagy fejét. Vezérük póznára feltűzött feje félelemmel töltötte el a törököket, akik így feladták a küzdelmet. Ez volt az első alkalom, hogy az európaiak tengeri csatát nyertek a török ellen, és előrevetítette az Oszmán Birodalom lassú hanyatlását.

### Szardínia és a Savoyaiak

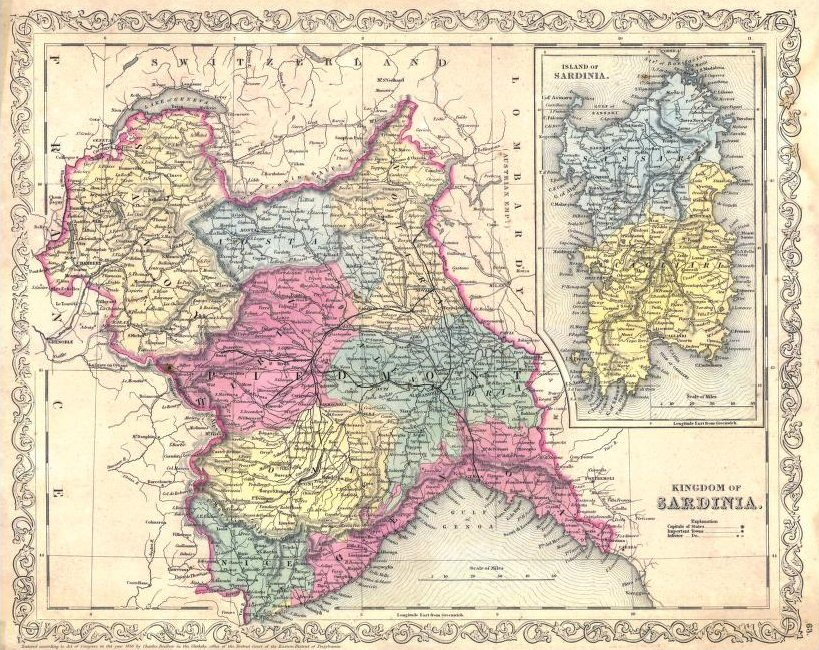
A Piemonti-Szárd Királyság

Az 1713-ban befejeződött spanyol örökösödési háború által generált területi változtatásokat követően az utrechti békeszerződéssel 1713 és 1718 között a sziget a Habsburgok kezébe került. 1717-ben V. Fülöp spanyol király ugyan elfoglalta Szicíliával együtt, de az 1718-as londoni szerződés aztán II. (Savoyai) Viktor Amadénak ítélte. A szigeten intenzív volt a banditizmus és a bűnözés egyéb formái, ezért a Savoyai-ház uralkodói megpróbálták azt elcserélni valamely más területtel. Ez a próbálkozásuk sikertelennek bizonyult, ezért aztán próbálták erősebb katonai jelenléttel visszaszorítani azt.
1732-ben III. Károly Emánuel került trónra, aki 1738-ban a pápával együtt megszervezte egy csoport ligur származású halász-kereskedő visszatérését a szigetre. Ők eredetileg Pegliből származtak, de 1540-től a Tunisz közelében található Tabarka városában éltek. A halászokat San Pietro szigetére telepítették.
A Savoyaiak a szárdokra nehezedő pénzügyi nyomást növelték, de szinte semmit nem tettek Szardínia feudális viszonyainak megreformálása érdekében, így a szegénység nem csökkent, az elégedetlenség pedig nőtt. A szárdok forrongani kezdtek, felkeltek a jobb életkörülményekért. 1789-ben több falu megtagadta az adófizetést. A francia forradalom hatására a szárd tiltakozásokat entellektüelek is támogatták.
A forradalom után a köztársasági Franciaország egész Európában védelmezte a szabadság, egyenlőség és testvériség eszméit. 1793-ban a francia flotta elfoglalta Carlofortét és Sant’Antiocót, ahol felemelték a szabadság zászlaját. A klérus és az arisztokrácia erőteljes propagandával meggyőzték a lakosságot a franciák veszélyességéről, őket a vallás ellenségeként, erőszakosként festették le. A propaganda eredményes volt, és szárd önkéntesek visszaverték a francia csapatokat.
A szárdok képviselői Torinóba utaztak, hogy III. Viktor Amadénak előterjesszék az ún. öt kérdést, egy igazi alkotmányos programot. Ebben kérték a parlament összehívását; a szárd nép ősi privilégiumainak megerősítését; a katonai, civil és egyházi hivatalokba szárdok kinevezését; Torinóban egy, csak Szardíniával foglalkozó minisztérium; Cagliariban pedig egy, a legitimitást ellenőrző tanács felállítását. A küldötteket hónapokig Torinóban tartották eredmény nélkül, míg Szardínián egyre nőtt a feszültség.
A küldöttek kéréseinek elutasítása 1794. április 28-án felkelést szított a szárd nép körében, akik foglyul ejtették az alkirályt valamennyi piemonti hivatalnokkal együtt, és két nap elteltével elüldözték őket a szigetről. Ennek emlékére 1993 óta április 28. a szárd nép ünnepe, a „Sa die de sa Sardigna” (Szardínia napja). A felkelés több szárd városban is követőkre lelt, így Oristanóban, Bosában, Milisben és Bauladuban.
A francia forradalom által generált érzelmeket kihasználva a sassari nemesség a királytól a Cagliaritól való függetlenedést kérték, amely természetesen ellenreakciót váltott ki a cagliariakból, akik 1795. december 28-án Sassariban tüntettek. Ebben a helyzetben emelkedett fel Giovanni Maria Angioy bíró személye, aki már az alkirály 1793-as elűzésekor feltűnt. Angioy három hónapig próbált egyeztetni a földesurak és vazallusaik között, de amikor szembesült a kormány és Cagliari érdektelenségével, új tervet dolgozott ki, és antifeudális menetet tervezett Cagliariba, amelyet azonban még Oristanóban leállítottak, mivel a király időközben elfogadta a szárd követeléseket (öt kérdés).
1799-ben a francia csapatok elfoglalták Piemontot arra kényszerítve a Savoyaiakat, hogy Szardíniára húzódjanak vissza, ahol 1814-ig maradtak. Az uralkodó jelenléte a szigeten elégedetlenséget szított, és ez 1812-ben felkeléshez vezetett, amelyet keményen levertek, vezetőit kivégezték.
A piemontiak a terület legteljesebb ellenőrzésében voltak érdekeltek, gazdagságának kiaknázásában. 1820-ban I. Viktor Emánuel lehetővé tette a magántulajdont, először Szardínia történetében. Hozzá kell tenni, hogy a magántulajdon természetesen a piemontiaknak kedvezett.

### A Szárd Királyság vége
1847-ben Szardíniát teljesen egybeolvasztották a Savoyai-ház birtokaival. Az egységes állam 14 évvel később, azaz 1861-ben, az Olasz Királyságban teljesedett ki.

### Az első világháborúban
Az első világháború kezdetén, 1914-ben a szerb hadszíntéren fogságba esett katonákat Szardíniára, Asinara szigetére szállították, ahol a háború végéig embertelen körülmények között tartották őket fogva. A mintegy 85 ezer fogolyból mindössze hatezren térhettek haza. A legtöbb elhunyt fogoly Magyarországról származott.

### A két világháború között
A fasiszta Olaszország átfogó agrárfejlesztési programot hajtott végre az elmaradott szigeten: mocsarakat csapoltak le, hogy növeljék a művelt területeket. Ezenkívül a bányászatot is fejlesztették, hogy azt a hadiipar szolgálatába állítsák. Az ipari létesítményekben azonban alig dolgoztak helyi szárdok, sokkal inkább Jugoszláviából (Dalmácia és Isztria) kitelepült olaszok, előzőleg pedig Velence régióból érkezett számos telepes, akik a városok olaszosításában játszottak szerepet.

### A második világháborúban
A második világháborúban az olasz és német légierő számára fontos bázisok álltak a szigeten, ezért Szardíniát gyakran érték amerikai-angol-francia légitámadások. Az olasz kapitulációt követően néhány nappal, 1943. szeptember 3-án a német csapatok kiürítették Szardíniát és visszavonultak Korzikára.

## Közigazgatás
Szardínia egyike a speciális autonóm státusszal rendelkező régióknak (Regione autonoma a statuto speciale) Olaszországban. A státuszt az 1948. évi olasz alkotmány biztosítja, amely közigazgatási és kulturális autonómiát garantál a régiónak. A statútum rendelkezik Szardínia közigazgatásáról. A régió szervei: a regionális tanács, a regionális giunta és a régió elnöke. Az elnököt 2001 óta közvetlenül választják. Képviseli a régiót, és meghatározza annak politikai irányvonalait. A regionális tanács a régió törvényhozó és politikai képviseleti szerve, amelyet ötévente választanak, és nyolcvan tagja van. A giunta a régió végrehajtó szerve, tizenkét tag és a régió elnöke alkotja. A statútum meghatározza a régió és az állam kapcsolatait is, csakúgy, mint a pénzügyeket, és azok ellenőrzésének módját.
2001-ig Szardínia régió négy megyére oszlott, amelyek a következők voltak:
- Cagliari, (Provincia di Cagliari), közigazgatási székhelye Cagliari
- Oristano, (Provincia di Oristano), közigazgatási székhelye Oristano
- Sassari, (Provincia di Sassari), közigazgatási székhelye Sassari
- Nuoro, (Provincia di Nuoro), közigazgatási székhelye Nuoro

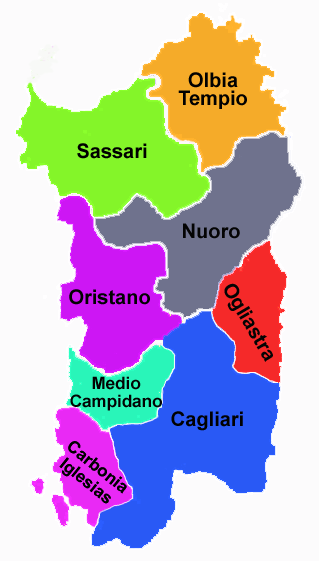
Szardínia megyéi (2001–2016)

2001-ben aztán a négy létező megye mellé még négyet hoztak létre, amelyek a gyakorlatban 2005-ben kezdték meg működésüket:
- Carbonia-Iglesias, (Provincia di Carbonia-Iglesias), közigazgatási székhelye Carbonia és Iglesias
- Medio Campidano, (Provincia del Medio Campidano), közigazgatási székhelye Sanluri és Villacidro
- Ogliastra, (Provincia dell'Ogliastra), közigazgatási székhelye Lanusei és Tortolì
- Olbia-Tempio, (Provincia di Olbia-Tempio), közigazgatási székhelye Olbia és Tempio Pausania

Az új megyék csak adminisztratív jellegűek voltak, és elsősorban a pénzügyi alapok hatékonyabb elosztását szolgálták. Ezekben nem működtek állami hivatalok megyei szintű kirendeltségei.
A 2016-os közigazgatási reform 5-re csökkentette a megyék számát:
| Térkép                      | Megye         | Székhely | Terület (km²) | Községek száma | Népesség (fő, 2018) |
| --------------------------- | ------------- | -------- | ------------- | -------------- | ------------------- |
| Szardínia megyéi (2016-tól) | Cagliari      | Cagliari | 1248          | 17             | 430 656             |
| Szardínia megyéi (2016-tól) | Dél-Szardínia | Carbonia | 6530          | 107            | 351 856             |
| Szardínia megyéi (2016-tól) | Nuoro         | Nuoro    | 5638          | 74             | 209 261             |
| Szardínia megyéi (2016-tól) | Oristano      | Oristano | 2990          | 87             | 158 353             |
| Szardínia megyéi (2016-tól) | Sassari       | Sassari  | 7692          | 92             | 491 884             |

## Szárd independentizmus
A szárd independentizmus (szárd nyelven indipendentismu sardu) egy társadalmi, kulturális és politikai irányzat, amely Szardínia Olaszországtól való függetlenedését célozza demokratikus eszközökkel. Az irányzat hívei abból indulnak ki, hogy a szárd egy állam nélküli nemzet, az olasztól független saját történelemmel, nyelvvel és kultúrával. Több politikai szerveződés képviseli a függetlenedés eszméjét: a Sardigna Natzione Indipendentzia, az Indipendentzia Repubrica de Sardigna és az A Manca pro s'Indipendentzia. Bár a mozgalom önmagát békésnek tartja, és elutasítja az erőszakot, nem hiányoznak történetéből a terrorista szerveződések akciói sem.
Az 1970-es évektől induló mozgalmak váltságdíj, vagy követeléseik teljesítése ellenében gyakran szedtek túszokat. A csoportok politikailag nem voltak egységesek, bizonyos szeparatisták például kommunista eszméket vallanak. Ezek közé tartozik a Barbagia Rossa nevű szervezet, amely félterrorista akcióktól (robbantásos merényletektől) sem riadt vissza. Erről az időszakról szól Carlo Lizzaninak Terence Hill főszereplésével készült Barbagia c. 1969-es filmje. Bár a támadások az 1990-es évektől kezdve csökkentek, periodikusan jelentkeztek látványos akciók és terrorcselekményre tett kísérletek. Ilyen volt például, amikor 2004-ben az  Organizzazione Indipendentista Rivoluzionaria szervezet dinamitmerényletet szervezett Silvio Berlusconi ellen annak Tony Blairrel történő Porto Rotondóban zajlott találkozójakor. Sajátos lépésre szánta el magát 2008-ban egy önjelölt szárd szeparatista, Salvatore Meloni, aki egy apró kopár szigeten saját köztársaságot kiáltott ki (Mal di Ventre-i Köztársaság).
Gyengíti ezen szervezeteket, hogy nyelvileg sem egységesek. Bár a szárd nyelv önálló nyelv, nincsen sztenderd változata, és a különböző szeparatista csoportok azon régió dialektusát támogatják (akarják elfogadtatni irodalmi nyelvként), ahonnét éppen ők származnak. Így bizonyos szervezetek a sassari nyelv mellett foglalnak állást, mások a gallurai nyelvjárást, megint mások a belső szárd területek nyelvjárásait (logudorói nyelv) fogadják el, de akadnak olyanok, akik az algherói katalán nyelvjárás, vagy a Tabarchinóban használt ligur nyelvjárás mellett szállnak síkra.
A függetlenségi törekvések a helyi pártok részéről újból erőre kaptak, amikor 2014-ben Velence tartományban nem hivatalos referendumot tartottak az Olaszországtól való függetlenségről. Hozzájárult ehhez, hogy az olasz gazdaság nehéz időszakokat élt át, az életszínvonal visszaesett, és Róma, valamint egyes fejletlenebb régiók több pénzt vontak el gazdagabb olasz területektől. A helyzet kedvezőtlen alakulása nemcsak a szárd függetlenségi törekvéseket, de az euroszkepticizmust is fölerősítette.

## Gazdaság

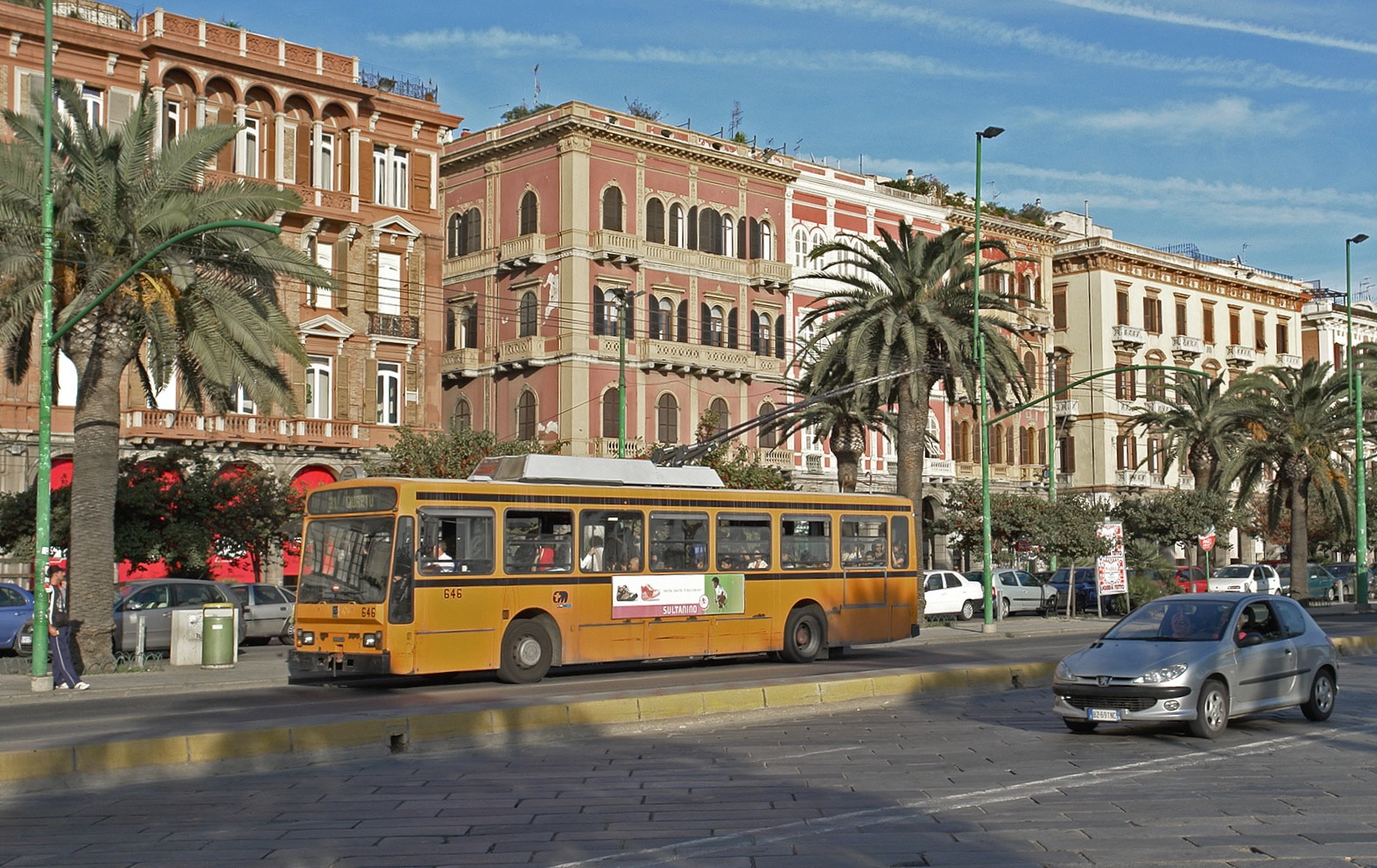
A Via Roma út Cagliariban

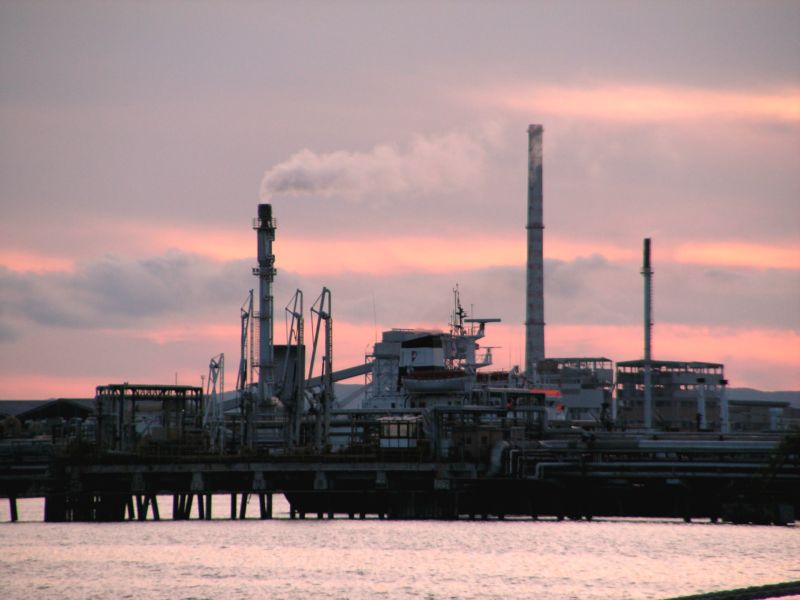
Gyárépület, Porto Torres

Szardínia gazdasági növekedése 1951-ben indult el, amikor egy bizottság mandátumot kapott a sziget gazdaságának fejlesztésére vonatkozó tanulmányok végzésére. A bizottság 1958-ban mutatta be jelentését, amely sok kívánnivalót hagyott maga után, így 1959-ben újabb bizottság alakult, amelynek 1960-as jelentése már jóval konkrétabb volt. Ennek eredményeképpen az olasz kormány 1962-ben hozott egy törvényt, amely Szardínia gazdaságának előremozdítását szabályozta.
Szardínia gazdasági fejlődését három szakaszra oszthatjuk. Az első az 1945 és 1955 közötti időszak, ami alatt a sziget alkalmazkodott Olaszország életmódjához és körülményeihez. A második szakasz alatt, 1956 és 1966 között a gazdasági és társadalmi helyzet a régióban gyorsan változik. A harmadik fázis egészen a mai napig tart, jellemzői a jelentős társadalmi és gazdasági fejlődés, a népesség látványos növekedése. Ekkor szorult vissza az analfabetizmus, javult az oktatás színvonala, elterjedtek a telekommunikációs eszközök, az autók, és ugrásszerűen fejlődött a tengeri és légi közlekedés.

### Ipar
A szardíniai ipar – ide nem értve a bányászatot – az 1960-70-es években indult növekedésnek az olasz állam pénzügyi támogatásának köszönhetően. Ipari központokat hoztak létre Cagliariban (Macchiareddu és Sarroch) és Porto Torresben. Így születtek a petrolkémiai komplexumok és olajfinomítók. Jelentős még az élelmiszeripar, ezen belül is elsősorban az állattenyésztéshez kötődő tej- és húsipar, valamint a halászathoz kapcsolódó tonhalfeldolgozás; a parafafeldolgozás, a textil- és gépipar.

### Mezőgazdaság
A szárd növénytermesztés kiemelkedő termékei a szőlő, a citrusfélék, az olajbogyó (olívabogyó) és az articsóka. Ez utóbbi az egyetlen exportra is termelt növényük. A parafa természetes élőhelye a sziget és a régió ennek egyik legfontosabb előállítója Olaszországban. A Campidano-síkságon árpa-, zab-, és búzatermesztés folyik. Az állattenyésztésnek évszázados hagyományai vannak a szigeten, Szardínia adja az olasz juh- és kecskeállomány egyharmadát, és az Olaszországban előállított juhtej fele innen származik.

### Idegenforgalom

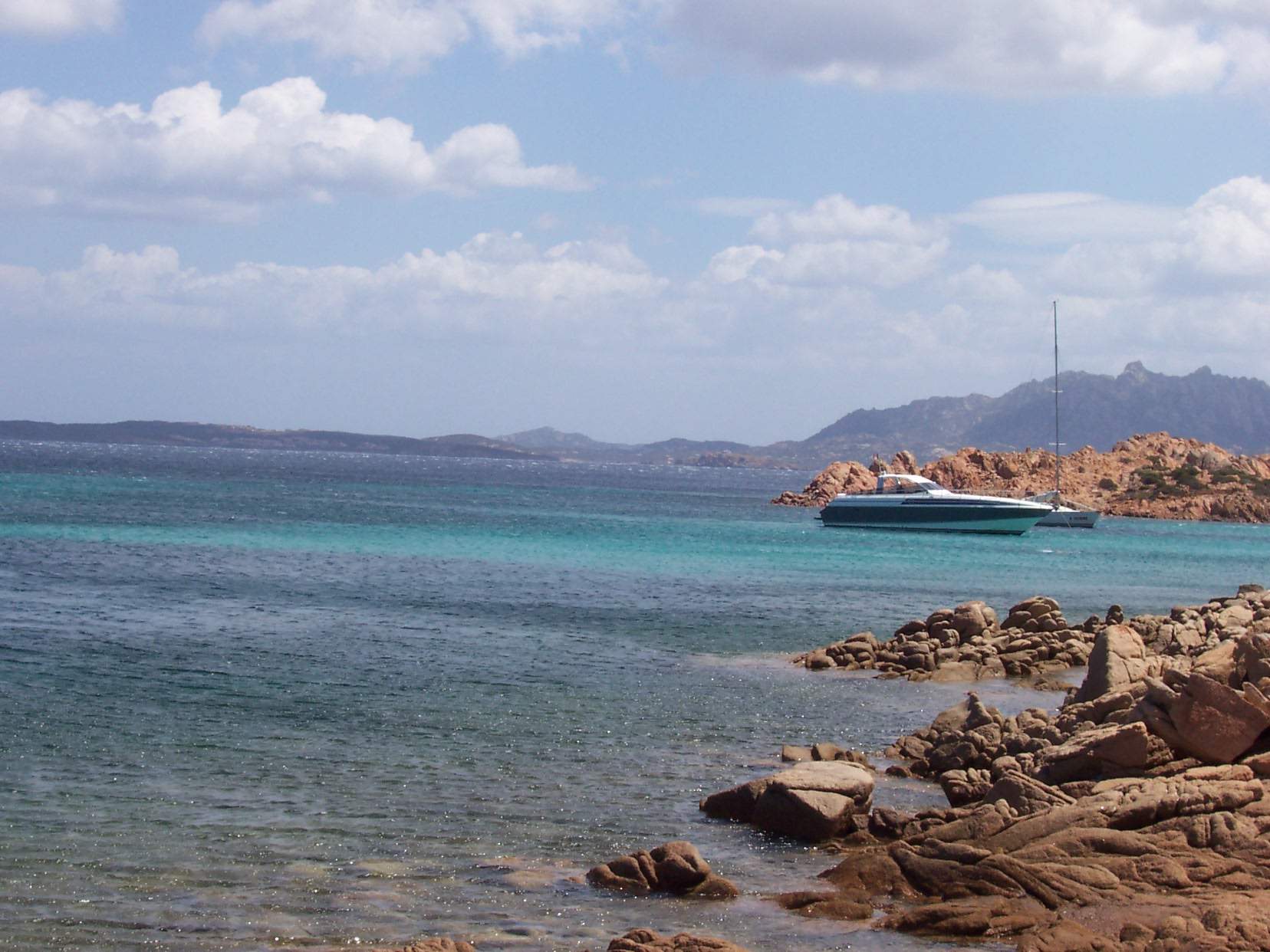
Jachtok a szárd partoknál

Enyhe klímájának, érintetlen vidékeinek, vizei tisztaságának köszönhetően Szardínia évről évre egyre több látogatót vonz. 2007-ben a sziget látogatóinak száma először lépte át a tízmilliót. Az első turisztikai célú befektetések 1948-ban történtek a malária végleges legyőzésével, valamint az autonóm státusz megszerzésével egyidejűleg. A szektor az 1950-es és 1960-as években indult fellendülésnek, elsősorban Alghero környékén. A robbanásszerű növekedés akkor indult be igazán, amikor Āgā Khān izmaelita herceg kialakította a Costa Smeraldát (Smaragdpart) Porto Cervónál, Arzachena községben. Ma a turizmus a sziget gazdaságának húzóágazata, és már nemcsak a tengerparti üdülésre, hanem a kulturális és lovasturizmusra, a túrázásra és vitorlázásra is koncentrál.

### Bányászat
Szardínia az ásványkincsekben leggazdagabb olasz régió. Az ókortól kezdve az obszidián-, az ezüst-, a cink- és rézlelőhelyei tették fontos kereskedelmi útvonalak állomásává. Az 1800-as évektől szén-, antimon- és bauxitbányákat nyitottak; ezek közül a legfontosabbak Iglesias, Guspini és Arbus környékén találhatók. Jelenleg a bányászat alacsony versenyképessége miatt válságát éli. Másfél évtizeddel ezelőtt nagy rohamban kezdődtek az arany utáni kutatások a szigeten, és ausztrál társaságok beavatkozásának köszönhetően jelenleg Szardínia az egyetlen olyan olasz régió, ahol ipari körülmények között bányásszák. A legjelentősebb bánya Furteiben található, amelyet azonban a készletek kimerülése miatt hamarosan bezárnak. Sassari környéke szintén gazdag aranyban, de környezetvédelmi és biztonsági okokból még nem indult meg a (ciános) kitermelés.

### Halászat
A múltban a gyakori szaracén fosztogatások bizonytalanná tették a halászatot, manapság azonban egyre többen élnek ebből a tevékenységből. Különösen fejlett Cagliari környékén, Algheróban és a Sulcis-szigetek partjainál. Oristanónál elsősorban angolnát és tengeri pért (Mugil cephalus) halásznak, Olbiánál kékkagylót. Alghero, Bosa és Santa Teresa a homár fő lelőhelyei. A tonhalászat a 16. század óta folyamatos Carloforténál.

## Közlekedés

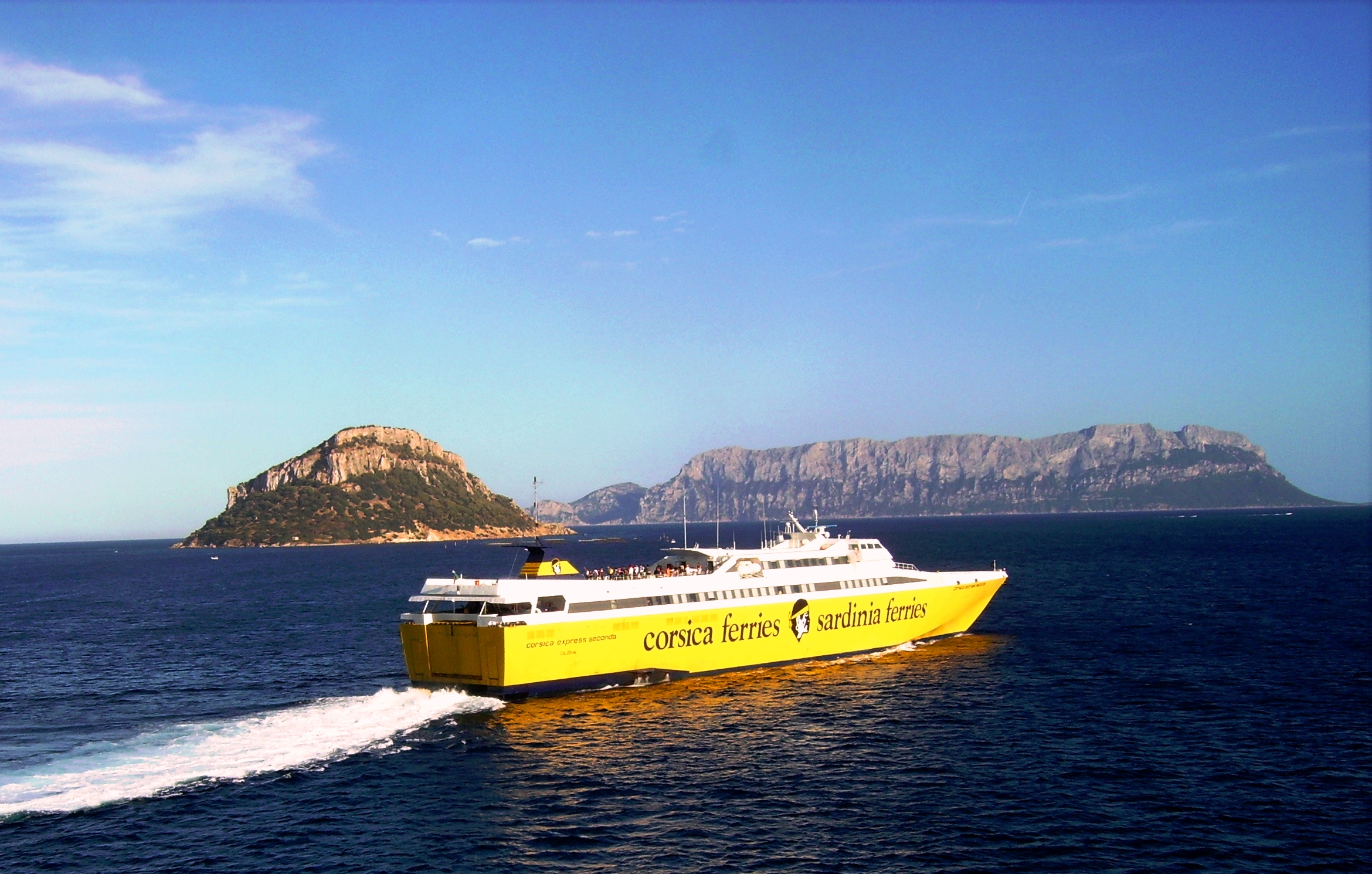
Komphajó Olbia közelében

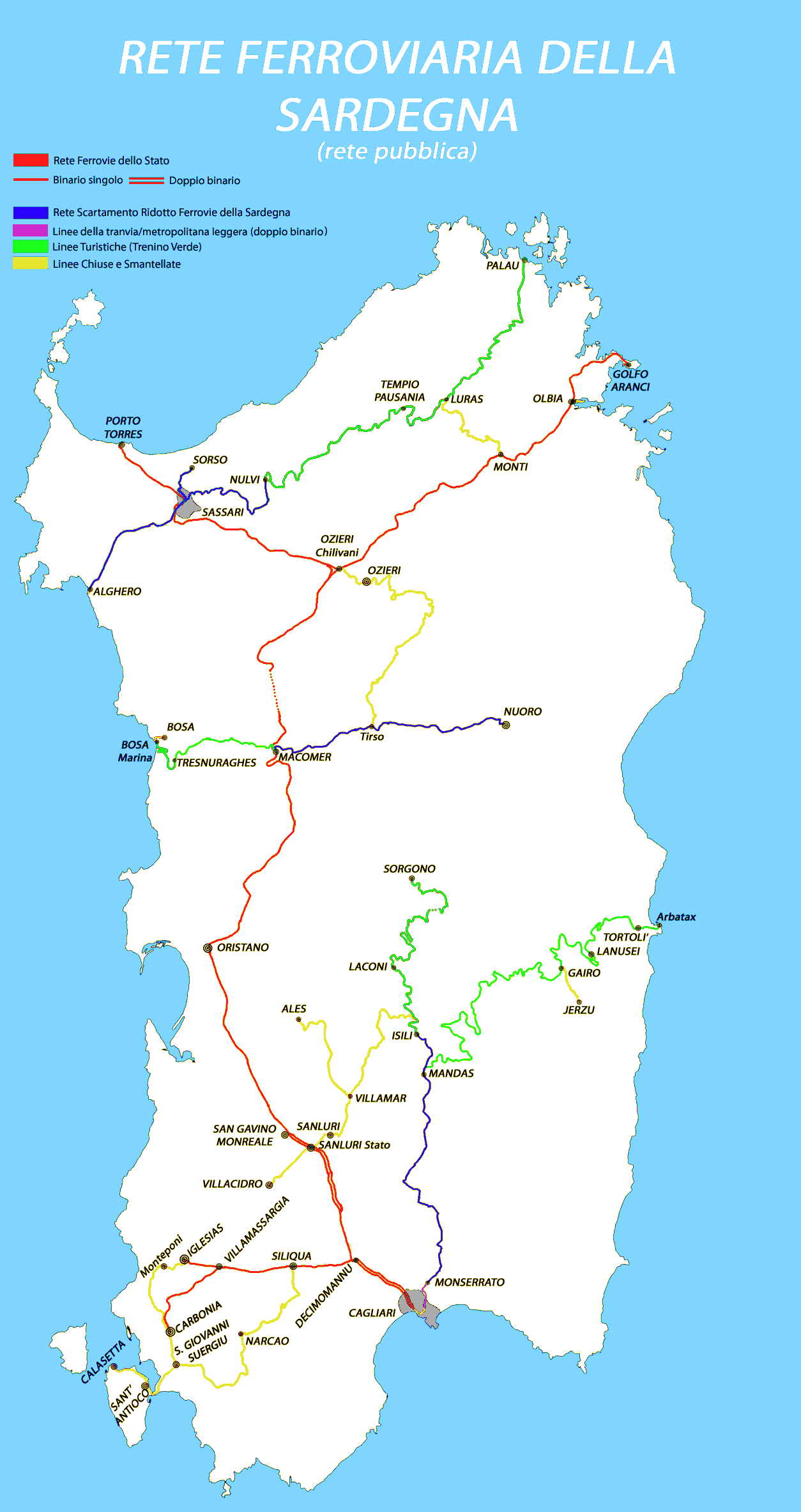
Szardínia vasúti térképe

A szardíniai lakosok kedvezményes áron vehetik igénybe a repülő- és hajójáratokat.[forrás?]

### Vízi
Szardínia szempontjából különösen fontos, hogy az elszigeteltség feloldására jól fejlett közlekedési hálózat kösse össze a szigetet a kontinentális Olaszországgal. A szigetet, annak területén több reptéren, valamint tengeri kikötőn keresztül is megközelíthetjük, amelyek Szardínia egész területét jól lefedik. Modern komphajók biztosítják az utazást Szardínia és az olasz félsziget és Szicília legfontosabb kikötői, Civitavecchia, Genova, Livorno, Piombino, Nápoly, Palermo és Trapani között. Hajók indulnak Szardíniáról Franciaország fontos kikötőibe, Toulonba és Marseille-be, valamint Tuniszba és Barcelonába is. A legjelentősebb szardíniai kikötők: Arbatax, Cagliari, Golfo Aranci, Olbia és Porto Torres.

### Légi
Szardíniának három nemzetközi és két regionális repülőtere van. Repülőterei a fő olasz városokkal és főleg az Egyesült Királysággal, Spanyolországgal, Németországgal és Skandináviával kötik össze a szigetet.
Nemzetközi légikikötői: 
- Alghero-Fertilia,
- Olbia-Costa Smeralda,
- Cagliari-Elmas

A regionális repterek – Oristano-Fenosu és Tortolì-Arbatax – belföldi járatokat üzemeltetnek.

### Szárazföldi
Szardínia az egyetlen olyan olasz régió, ahol nincs autópálya, de a sziget legfontosabb településeit hatékonyan kötik össze az ingyenesen igénybe vehető szupersztrádák.
Szardínia vasúti hálózata kb. 1035 km hosszú, amely 43 m/km²-es pályasűrűséget jelent. A vasútvonalakat két társaság üzemelteti, az Olasz Államvasutak (Ferrovie dello Stato) és az ARST S.p.A., amely Szardínia tulajdonában áll. A hálózat a régió valamennyi megyéjét lefedi.

## Oktatás
Szardíniának két egyeteme van:
- Università degli Studi di Sassari (alapítva 1617-ben, 13 kara van)
- Università degli Studi di Cagliari (alapítva 1607-ben, 11 kara van)

## Gasztronómia

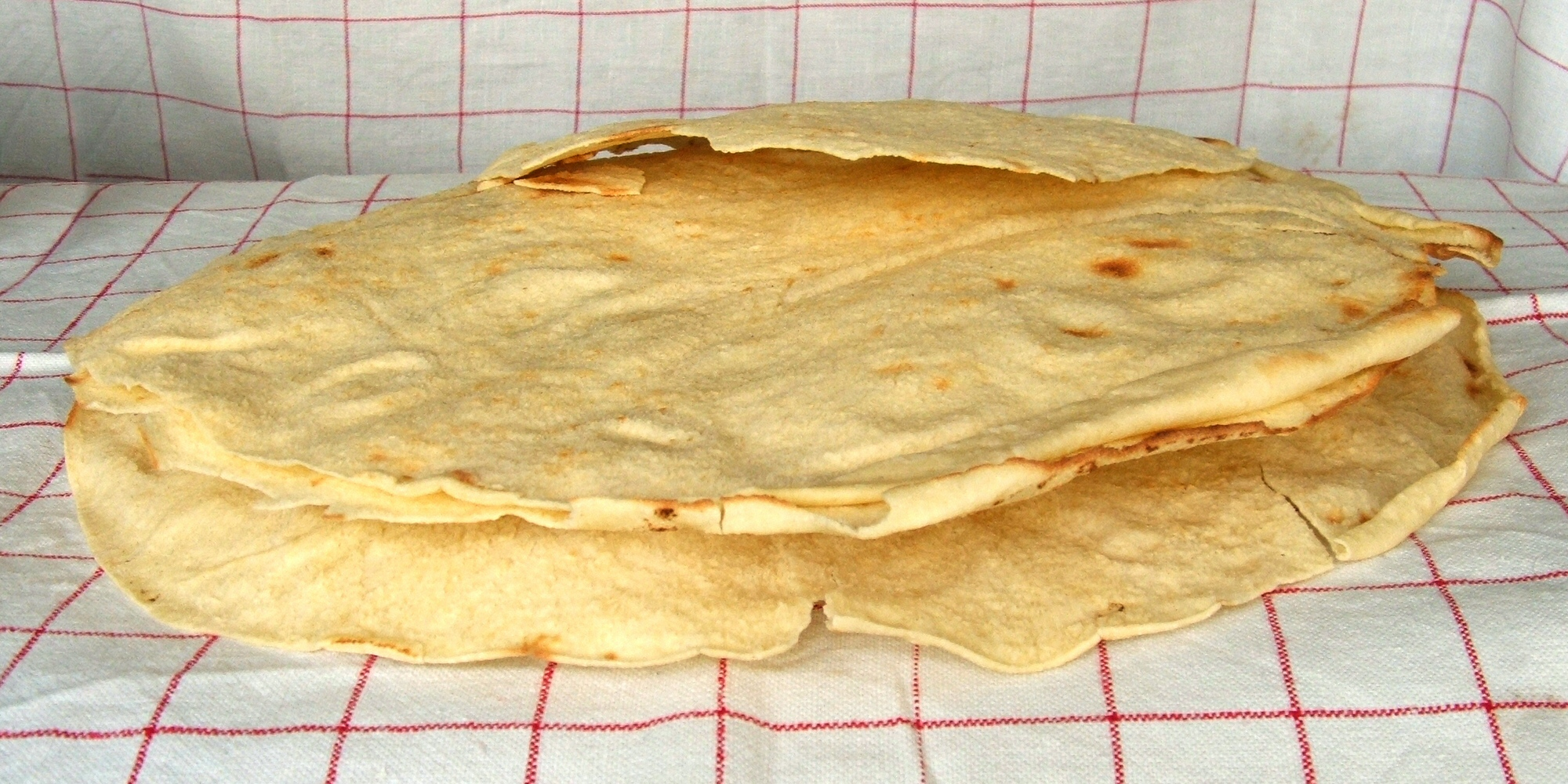
A pane carasau

A szárd konyha egyedülálló, ugyanakkor összetéveszthetetlenül olasz, keverednek benne a szárd hagyományok és a kívülről érkező ízek. A sziget lakói nagy húsfogyasztók, elsősorban a tengerparttól távolabb eső belső területeken. A gasztronómiát természetesen nagymértékben befolyásolja a pásztorkodó életmód. Kedvelt fogás a nyárson sült bárány és malac. A kenyeret könnyű formában készítették, hogy a pásztorok könnyen magukkal vihessék, a juhsajtokat sokáig érlelték, hogy tovább tartsanak. A sziget szegénységéből fakadóan semmit nem pazaroltak: szamárkolbász, lóhús, pacalos szendvics, vér, mind szerepelnek a hagyományos szárd konyhában. Azért természetesen akadnak itt kiváló halételek is, például tonhal San Pietro szigetén.

### Előételek
Az előételek nem jellemzőek a hagyományos szárd konyhára, ebben a többi olasz régió befolyásolta a helyi gasztronómiát. Előételként kemencében sült kenyeret szolgálnak fel különböző felvágottakkal, sajtokkal, olívabogyóval.

### Kenyér
Több száz fajta durumlisztből készült kenyeret fogyasztanak, amelyek településenként változnak. A legismertebb a pane carasau, amelyet az arabok honosítottak itt meg a 9. században. Nagyon vékony, ennek köszönhetően sokáig eláll. Ismert még a civraxiu, amely kerek alakú, kb. egy kilós kenyér, héja ropogós, belseje puha. A helyiek szeretik a roston sült malac vagy bárány szaftjába mártogatni.

### Levesek
Egyéb olasz regionális konyháktól eltérően Szardínián kedveltek a levesek, amelyek gyakran olyan tartalmasak, hogy egytálételként is megállják helyüket. Ilyen például a suppa cuata, ami húsleves, benne kenyér- és sajtdarabok, sütőben elkészítve.

### Tészták
Legjellegzetesebb tésztafajtájuk a malloreddus, más néven gnocchetti sardi, vastag, kagyló alakú tészta sáfránnyal ízesítve, amelyet általában kolbászos, paradicsomos szósszal tálalnak.

### Húsételek
A porceddu (kismalac) a legnépszerűbb húsétel, mellette a bárány valamint a kecskegida. A porceddut először lassú tűzön megsütik, majd mirtuszlevelekre fektetve pihentetik, lehetőleg parafatálcán.
Meg kell említeni azt az ősi roston sütési módszert ("mallori de su sabatteri"), amelyet elsősorban Nuoro környékén alkalmaztak. A sütnivaló állatokat a nagyobbtól a kisebb felé haladva egymásba helyezik. A borjúba egy kecskét, a kecskébe egy kismalacot stb., aztán az egészet egyszerre sütik meg.

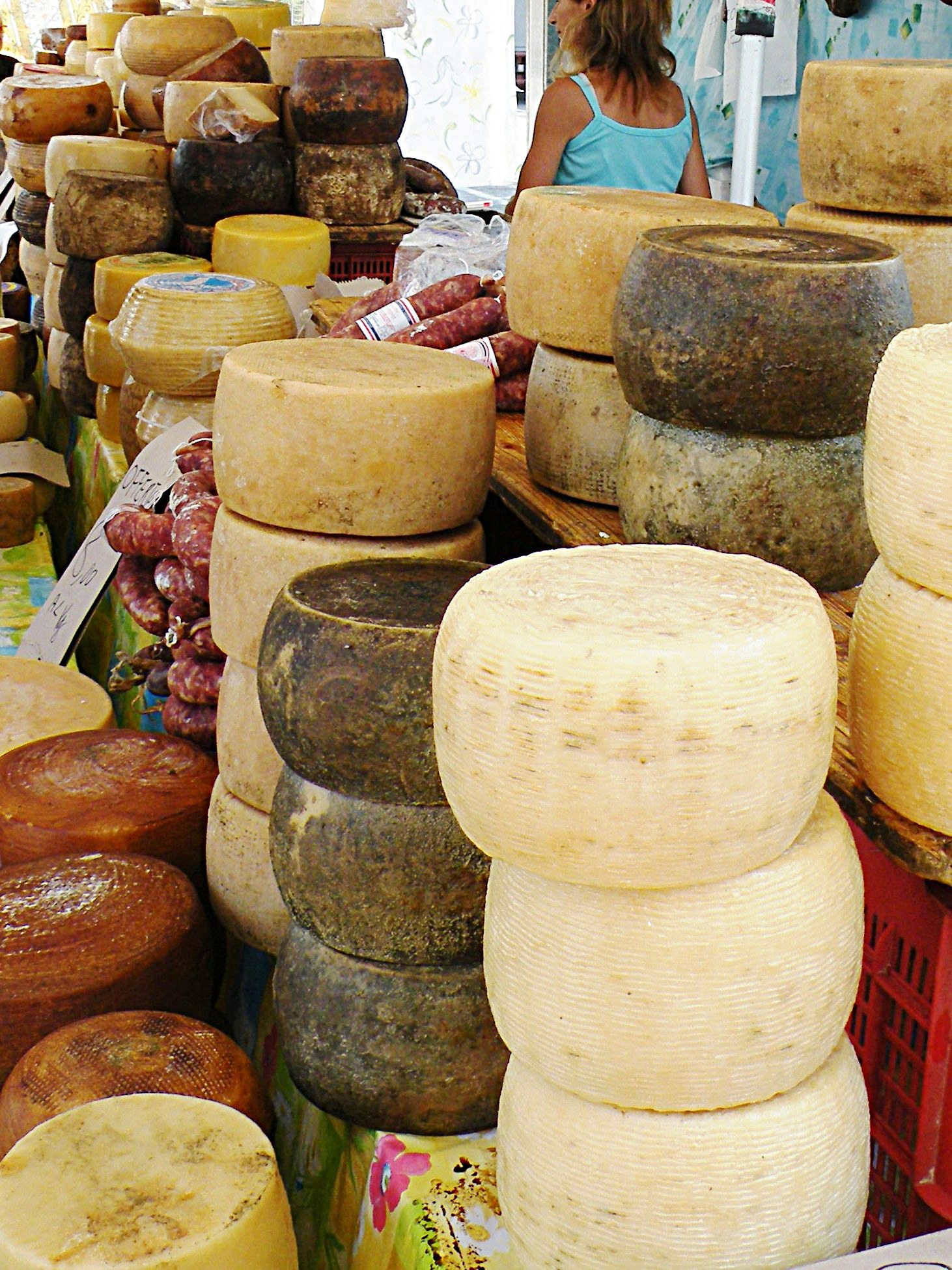
Pecorino sardo juhsajt

### Sajtok
A szárd sajtkultúra legismertebb terméke, az eredetvédett juhsajt, a pecorino sardo. Szardínián a juhtenyésztésnek nagy hagyománya van, és a római hódítás óta Szardínia Szicíliával és az afrikai provinciákkal együtt fontos sajttermelő zónává vált.
A pecorino sardo két változatban kerül forgalomba, az egyik a fiatal, a másik az érett. Különlegességét a szárd juhnak köszönheti, amely kitűnő minőségű tejet ad.

### Édességek
A szigeten az édességek igen változatos képet mutatnak. A legismertebb szardíniai desszertek a sebada, amely egy kerek, sajttal töltött tészta olajban kisütve és mézzel ízesítve; az ancini, ami ánizzsal ízesített linzertészta. Külön említést érdemel a méz, amelyet az egész szigeten termelnek, különösen Gallura és Barbagia területén, valamint a déli részeken, ahol az enyhe klíma, és az ebből következő hosszabb virágzási idő elősegíti a termelést. A szárd édességek jelentős része mézzel gazdagított.

### Borok
Szardínia bortermelése a legarchaikusabb Olaszországban, és különösen érezhető rajta a spanyol hatás. Leghíresebb borszőlői a Cannonau és a Carignano, amelyek a közelmúltig elfogadott tudományos vélemény szerint az Ibériai-félszigetről származnak. A legutóbbi genetikai és régészeti kutatások azonban ezt a véleményt a Cannonau szőlőfajta esetében megcáfolni látszanak, mivel a felfedezett kb. 3200 éves ültetvények nyomai, valamint DNS-vizsgálatok alapján igazolódni látszik, hogy ez a szőlőfajta nem ibériai fajták leszármazottja, hanem helyi nemesítés eredménye, és ilyenformán a Cannonau szőlő és bora a Mediterráneum legidősebb ma is termelt fajtájának tekinthető. Az itt termelt borok nagy részét a szigeten fogyasztják el. Minőségi borai a Cannonau, a Vermentino di Gallura, a Vernaccia és a Carignano del Sulcis.

### Likőrök
Szardínia szőlőinek jelentős része alkalmas likőrök előállítására. A leghíresebb likőr kétségtelenül a mirto, de emellett folyik pálinkagyártás is. Acquavite: átlátszó alkoholos ital, amelyet az egész szigeten gyártanak, „Filu 'e ferru”, „abba ardente” és „Filu 'e ferru” neveken is ismert. Limoncello: szárd citromból készült likőr, amit étkezés után fogyasztanak. Mirto: sötétvörös színű likőr, amelyet a mirtusznövény (Myrtus communis) bogyóinak (és egyes változataiban leveleinek) alkoholos kivonatából állítanak elő.

## Hagyományok és ünnepek

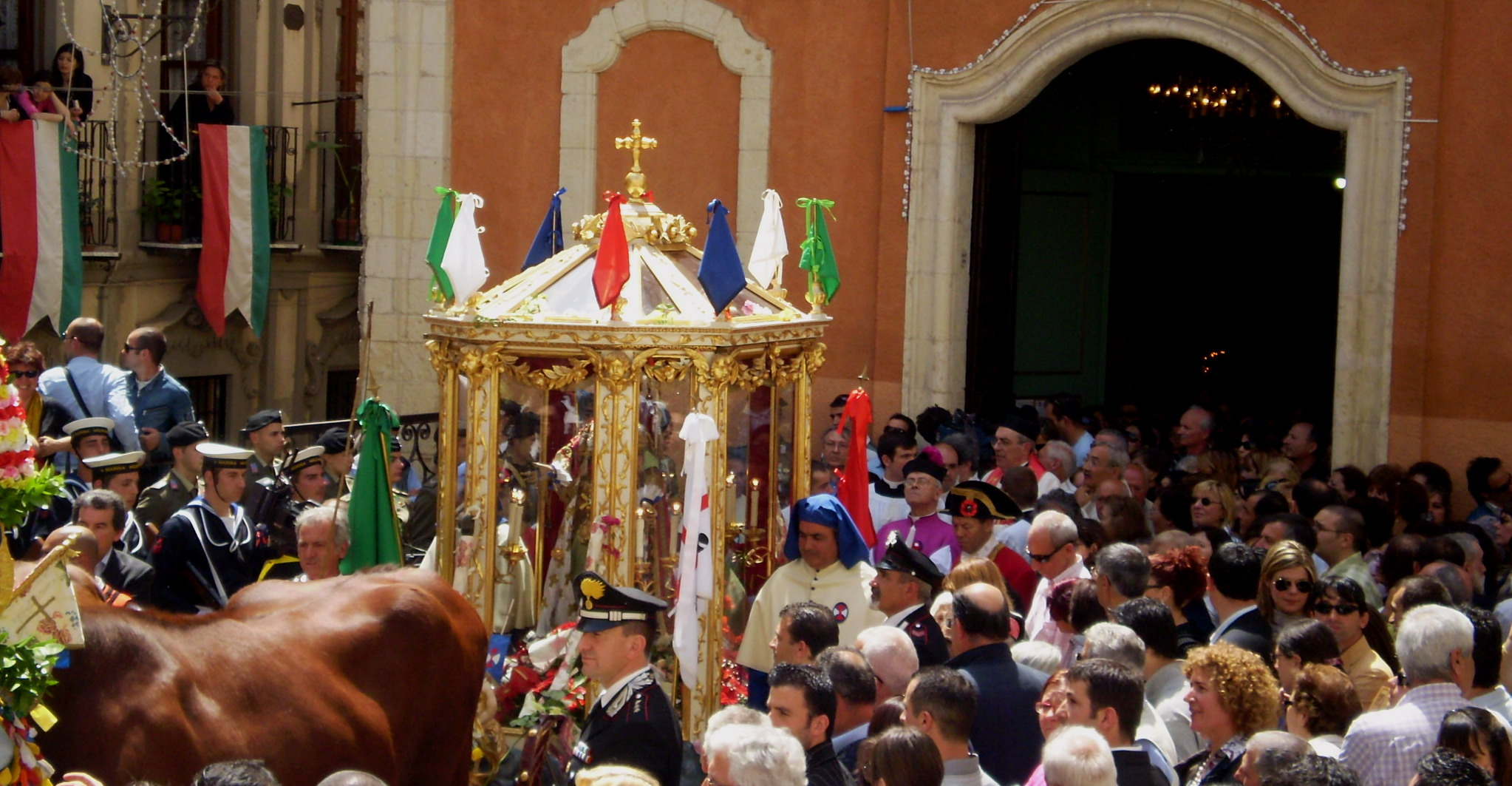
Sant'Efisio ünnepe Cagliariban

### Ünnepek
Szardínián az ünnepek elválaszthatatlan része a néptánc, a zene és a gyönyörű, hagyományos viselet bemutatása. Gyakran fontos szereplők a lovak is, például a S'Ardia di Sedilo ünnepen Oristano megyében. Az eseményt Constantinus császárnak dedikálják, és egy lovasverseny köré szerveződik, amelynek résztvevői azokra az ókori lovagokra emlékeznek, akik életüket adták a Szent Kereszt védelmééért.
A legismertebb szárd fesztivál Sant'Efisio ünnepe Cagliariban, amely május 1-jén kezdődik, és 1657 óta minden évben megrendezik. A kosztümös csoportok felvonulása Cagliariból indul és Norába érkezik (Cagliaritól kb. 35 km). A fesztivált a harcos mártírnak ajánlják, aki megszabadította a lakosokat a pestistől és a kalóztámadásoktól. Az ünnep alatt a szent szobrát ékes ruhákba öltöztetve egy ökrös szekérre rakják, és az hordozza végig az úton. A menet az éjszakát Sarrochban tölti, ahonnan továbbhalad Noraba, majd május 4-én visszaundul Cagliariba, ahol hívők fogadják.
Fonniban, Nuoro megyében Keresztelő Szent János ünnepén szintén tartanak egy lóversenyt, ahol minden versenyző kap egy madár alakúra sütött kenyeret, aminek neve „su pigione”.
Bonóban, Sassari megyében augusztus végén ünneplik a védőszentjüket, San Raimondo Nonnatót, egy igen különleges hagyomány keretében. A lakosok egy ökrösszekeret kísérnek, ami egy hatalmas tököt szállít. A San Raimondo-templomhoz érve, ami dombon áll, a menet megáll, és legörgetik a tököt a domboldalról. Ezzel az eseménnyel a 18. században a királyi hatalom ellen harcoló őseikre emlékeznek, akik az ellenség elől a dombról legurulva rejtőztek el.
Cabrasban, Oristano megyében rendezik meg minden évben a mezítlábas futást a San Salvatore tiszteletére tartott körmenet alatt. A Szent szobrát a kegyhelyre futva viszi egy csapat fehérbe öltözött, mezítlábas fiatal. Ezzel emlékeznek őseikre, akik évszázadokkal ezelőtt titokban menekítették védőszentjük szobrát ellenségeik elől.
Selargiusban, Cagliari megyében hagyományőrző esküvőt rendeznek, ahol felevenednek az egykori hagyományok a teljes lakosság bevonásával. Az ünnepség a jegyesek megáldásával kezdődik a pár szüleinek háza előtt. A szülők búzát, sót és pénzérméket szórnak a térdelő pár fejére a szerencse és a gazdagság érdekében. A barátok és rokonok a templomig kísérik a párt, ahol szárd nyelvű ceremónia keretében összeadják őket

### Szárd viseletek

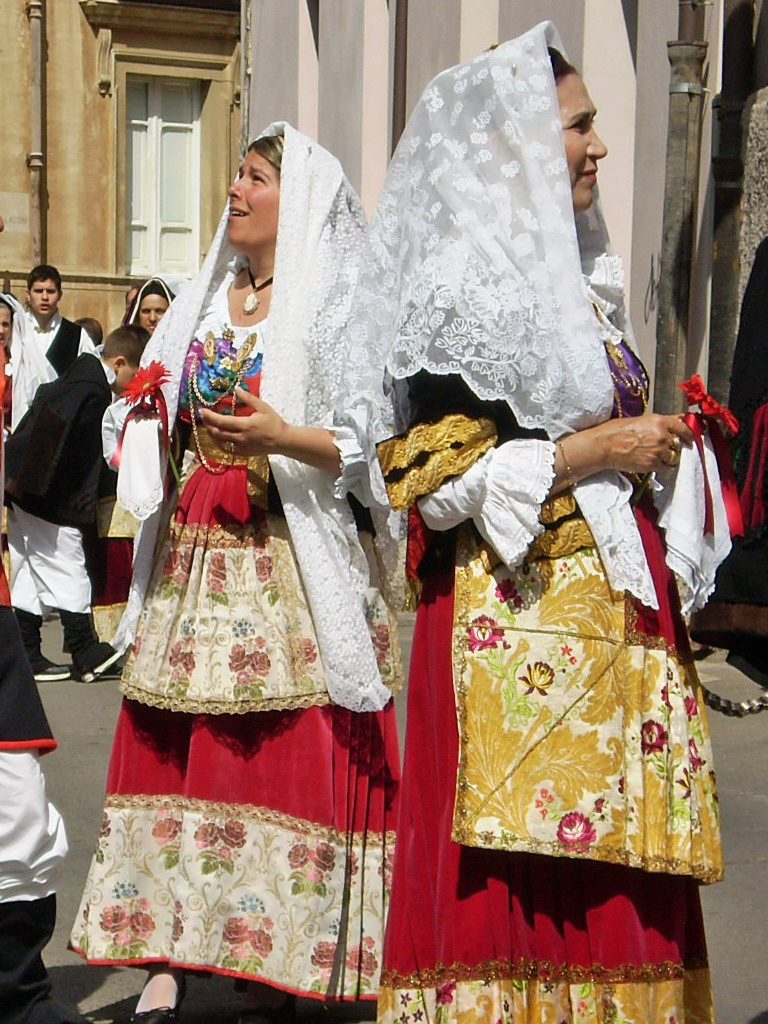
Selargius népviselete

A hagyományos szárd viseletek faluról falura haladva változatos képet mutatnak. Amiben megegyeznek, az az aprólékos kidolgozottság, a női viselet színes kavalkádja, a férfi öltözék komolysága.
A ruházatok a helyi kultúra mellett a sziget történelméről is sokat elárulnak, hiszen felfedezhetjük bennük az itt megforduló népek örökségét (rómaiak, keletiek, hispánok, mórok stb.).
A kiegészítők, díszek még jobban kiemelik a ruhák eleganciáját. A hagyományos öltözék elválaszthatatlan részei az arany- és ezüstgombok, a gyűrűk, a karkötők, a nyakláncok, a medálok, csatok.
A férfiöltözék része: a kalap, az ing, a mellény, a zeke, a fehér lenvászon nadrág, esetleg egy kabát. Jellegzetes a „gabbanu”, a pásztorok által viselt juhszőrkabát, a „collettu”, amely egy térdig érő, elöl nyitott, és bőrszíjjal összefogott bőrkabát.
A női viselet jóval gazdagabb és változatosabb: a legkülönbözőbb fejfedők váltogatják egymást, az ing mindig fehér, a mellény színes, díszítésként aranyékszereket, koralllokat, igazgyöngyöket használnak.

## Világörökségi helyszín
- Barumini, Su Nuraxi: a Kr. e. 13–6. századig fejlődő nurágiváros

## Sport
A modern értelemben vett szervezett sport Szardínián a 19. század második felében kezdett elterjedni. Kezdetben az egyes sportágakat az elit illetve a katonai osztály gyakorolta. Később a tömegsport, különösen a kerékpározás térhódításával a kevésbé vagyonosabb rétegek is aktív sportolásba kezdhettek. Az első sportegyesületek Cagliariban, Sassariban és a sziget délnyugati részén szerveződtek, ahol nagy volt a bányamunkások koncentrációja. Jelenleg a lakosság 20%-a űz valamilyen sportot. A sziget csapata gyephokiban, labdarúgásban, kosárlabdában, kézilabdában, vízilabdában, röplabdában, rögbiben, baseballban, softballban az olasz első- és másodosztályban játszanak.

### Labdarúgás
A sziget az otthona az 1920-ban alapított, az 1969/70-es szezonban olasz bajnoki címet szerző, és jelenleg (2011) az olasz első osztályban játszó Cagliari Calcio focicsapatának.

## Híres emberek
- Giulio Angioni író, antropológus
- Eleonora d'Arborea

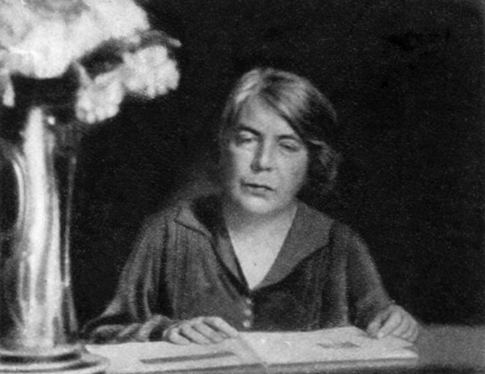
Grazia Deledda

- Fernando Atzori, ökölvívó, a tokiói olimpia bajnoka
- Enrico Berlinguer politikus, az Olasz Kommunista Párt főtitkára 1972-től 1984-ig
- Giuseppe Brotzu orvos, gyógyszerész, politikus, Szardínia régió elnöke 1955-től 1958-ig
- Maria Carta énekesnő, zeneszerző, színésznő
- Marco Carta, énekes
- Valerio Scanu, énekes
- Francesco Cossiga köztársasági elnök 1985 és 1992 között
- Grazia Deledda Nobel-díjas írónő
- Antonio Gramsci politikus, filozófus, újságíró
- Hilár pápa
- Gavino Ledda író
- Emilio Lussu politikus, író, katona
- Giuseppe Manno államférfi
- Andrea Parodi énekes
- Luigi Riva, labdarúgó
- Marisa Sannia énekesnő
- Salvatore Satta jogász, író
- Antonio Segni 1962 és 1964 között köztársasági elnök
- Renato Soru, vállalkozó, politikus
- Szümmakhosz pápa
- Gianfranco Zola labdarúgó

## Fordítás
- Ez a szócikk részben vagy egészben  a   Sardi című olasz Wikipédia-szócikk fordításán alapul.  Az eredeti cikk szerkesztőit annak laptörténete sorolja fel. Ez a jelzés csupán a megfogalmazás eredetét és a szerzői jogokat jelzi, nem szolgál a cikkben szereplő információk forrásmegjelöléseként.
- Ez a szócikk részben vagy egészben  a   Sardegna című olasz Wikipédia-szócikk fordításán alapul.  Az eredeti cikk szerkesztőit annak laptörténete sorolja fel. Ez a jelzés csupán a megfogalmazás eredetét és a szerzői jogokat jelzi, nem szolgál a cikkben szereplő információk forrásmegjelöléseként.
- Ez a szócikk részben vagy egészben  az   Indipendentismo sardo című olasz Wikipédia-szócikk fordításán alapul.  Az eredeti cikk szerkesztőit annak laptörténete sorolja fel. Ez a jelzés csupán a megfogalmazás eredetét és a szerzői jogokat jelzi, nem szolgál a cikkben szereplő információk forrásmegjelöléseként.